# 薄桜鬼 〜新選組奇譚〜
『薄桜鬼 ～新選組奇譚～』（はくおうき しんせんぐみきたん）は、2008年9月18日にアイディアファクトリー（オトメイト）から発売された女性向け恋愛アドベンチャーゲーム。および、これを原作とするテレビアニメ、OVA、舞台、ミュージカル、映画、ドラマ。

## 概要
2008年に第1作目が発売された「薄桜鬼」シリーズは、新選組をモチーフとし作中には幕末の史実要素も多く取り入れられている。奇譚とされる一番の特徴として、鬼や吸血鬼などのファンタジー要素を中心に描かれることもあり、史実とは異なった展開も多岐に渡る。なお、幕末重要人物のうち、下記で紹介する以外は名前のみの登場となっている。2015年には新たなキャラクターを加え、シリーズの集大成とも言える「薄桜鬼 真改」の展開を開始した。プロデューサーは藤澤経清。シリーズを通し、キャラクターデザイン、原画はカズキヨネが担当している。
沿革
2008年、PlayStation 2版が発売。
2009年、PSP版が発売。WEBラジオが配信開始。漫画の連載開始。
2010年、Nintendo DS版が発売。テレビアニメ第一期と第二期が放送。
2010年、PlayStation 3版（巡想録）が発売。舞台が上演される。
2011年、小説が刊行される。OVA雪華録が発売。
2012年、ミュージカルが初演される。テレビアニメ第三期が放送。
2013年、劇場版アニメが公開。
2014年、スマートフォン版が発売。
2015年、「真改」PS Vita版（風ノ章）が発売。薄桜鬼SSLが実写化。
2016年、「真改」PS Vita版（華ノ章）が発売。テレビアニメ御伽草子が放送。
2016年、シリーズ累計出荷本数が100万本を突破。
2016年、会津若松市とコラボレーション。
2017年、「真改」PlayStation 4版（風華伝）が発売。「真改」Steam版が発売。
2018年、「真改」Nintendo Switch版（風華伝）が発売。
2018年、「真改」スマートフォン版が発売。
2021年、OVA新作が発売。
2022年、テレビドラマが放送。

## ストーリー
幕末、文久3年（1863年）から物語は始まる。主人公・雪村千鶴は江戸育ちの蘭方医の娘。父・綱道は京で仕事をしており離れて生活をしていた。ある日、父との連絡が取れなくなり心配になった千鶴は、男装をして京の町を訪れる。そこで千鶴はある衝撃的な場面に遭遇し、新選組と出会い、父の行方を共に捜すこととなる。新選組隊士達の間で起こる出来事、自身の出生、交わる新撰組の隠された秘密。幕末を駆け抜ける男達の生きるための闘いが繰り広げられる。

## 登場人物
内容は主に土方ルート及びアニメ版のものとし、キャストはゲームとアニメで共通。

### メインキャラクター
雪村千鶴（ゆきむら ちづる）
声 - 桑島法子（テレビアニメ・OVA・劇場版・アニメ版ドラマCD・黎明録）
主人公（名前のみ変更可能）。16歳。身長155cm。蘭方医の父・雪村綱道を捜すために京都を訪れ、ある事件がきっかけで新選組隊士たちと出会う。男装姿で生活しているものの、女だとすぐ見抜かれた（藤堂・永倉・近藤には見抜かれなかった）。素直で頑張り屋な性格だが芯が通っており、隊士たちに驚かれるほど頑固になる一面もある。
剣の腕前については、斎藤に「剣筋に曇りが無いが、それが仇となり次にどこを狙うかすぐに悟られてしまう」と、藤堂に「勇んで出て行き、そのまま帰ってこない隊士」とそれぞれ評された。
実は幼少の頃、人間に一族を滅ぼされた東国の雪村家純血の鬼。両親を殺されており、綱道は雪村家の分家筋である。実の兄（双子）である南雲薫が持つ大太刀「大通連」と対を成す家宝の小太刀「小通連」を、いつも肌身離さず持ち歩く。この二振りを扱え、自らの意思で鬼化出来ることは雪村家の頭領となる絶対の条件である。また、鬼の持つ特異性により怪我の治りが早い。数少ない女鬼であることから、子孫を残すために風間たちに狙われている。鬼姿時は銀髪金眼で、額に一対の角が生じる。

土方歳三（ひじかた としぞう）
声 - 三木眞一郎
新選組副長。『薄桜鬼 幕末無双録』では主人公。身長172cm。「鬼の副長」と呼ばれるが、全ては新選組と近藤のためと考えて行動している。荒くれ揃いの隊士達をまとめるため、あえて鬼役を買って出ている。
新選組に入隊する前は薬売りを営んでいた。酒には弱く1合ですぐに酔うが、本人は「呑めないのではなく呑まないだけ」と言い張っている。好物は沢庵。
自分にも他人にも厳しいが、風間の手段を選ばないやり方に激怒するなど、根は優しい。その本心を知っている者はごく少ないが、原田や斎藤など一部の人物には、細かい所まで目の届くことも苦労人であることも理解されている。
風間との決着の際、彼に「薄桜鬼」と称されることで作品名の意味が明らかとなる。ゲーム版本編では風間を倒した後も生存しているが、アニメ版では彼と決着を付ける際の傷が致命傷となり、千鶴の膝枕の上で安らかに永眠した。
劇場版では風間共々死亡せずに、千鶴と共に生きる道を選ぶ。千鶴の血を飲んだ影響か定かではないが、終盤の決戦で鬼と同じように金色の瞳になった。
沖田総司（おきた そうじ）
声 - 森久保祥太郎（少年時代 - 飯田奈保美）
新選組一番組組長。天才的な剣士。身長176cm。冗談か本気か分からない口調で普段は飄々としており、千鶴に対してはやや意地悪な面も見せる。労咳を患っており、時折発作を起こしては喀血する。
近藤を心から尊敬しており、自分や他の隊士の悪口は許しても近藤の悪口だけは幼子でも絶対に許さない一途な性格。
斎藤と並ぶ際に必ず右側に立つのは、相手の利き手と逆側に立つことで互いに抜き打ちを牽制し合うと同時に、自分たちを囲む敵に双方が素早く対処するためである。好物は金平糖。嫌いな食べ物はネギ。
当初は千鶴に「邪魔になったら殺す」と言っていたが、内心では彼女を守ろうと思っている。アニメ版では、会津において近藤の無念を晴らし土方たちを守るため、新選組への襲撃を準備していた新政府方の刺客たちに単独で立ち向かい、羅刹としての力を使い果たすまで戦い抜き全滅させる。土方や千鶴が駆けつけた時、沖田の亡骸は既に灰化していた。
沖田ルートでは、薫の差し向けた罠により千鶴を助けるために変若水を飲み、羅刹となる。土方には複雑な心情を抱いており、近藤が銃撃されたときには「土方の作戦に問題があり、近藤を重んじなかったからいけない」と土方を責めたが、土方のことを認めている描写も見られる。
劇場版では、近藤の死について土方を問い詰める目的で彼の行方を追うが、再会を果たす事はなく、途中会津で斎藤に加勢し、宿敵である薫との一騎打ちを制したが、間もなく力尽きて灰化した。
斎藤一（さいとう はじめ）
声 - 鳥海浩輔
新選組三番組組長。最年少幹部。身長168cm。左利きの居合の達人。土方曰く「刀を抜くと総司と同じくらい強い」。寡黙な一匹狼で、冷静な判断力と行動力を持ち合わせている。そのため、部下が天霧に立ち向かった際には部下を止めている。沖田と同じ理由により、彼と並ぶ際は必ず左側に立つ。石田散薬を好み（石田散薬は薬としてあまり効果がない）、高野豆腐（豆腐）が好物。人見知りで天然なところもある。
恋愛に関しては、人混みの中で千鶴に手を繋ぐ事を提案する際、素直に言い出せず回りくどい言い回しをするなど、むっつりな面があるようだ。
斎藤ルートでは圧倒的な強さを誇る風間との幾度目かの戦いの際、勝ち目がないと分かった斎藤は、今自分が死ねば千鶴が連れさらわれてしまうという状況で、人間として死ぬことよりも羅刹として生きることを選び、変若水を口にする。更に、終盤では生き残ることよりも武士として死ぬことを選ぶが、『薄桜鬼 黎明録』の土方ルートでは生存が確認されている。アニメ版では羅刹にならず、最後は会津において敵に立ち向かって生死不明となった。
劇場版では沖田の死の直後に変若水を飲んで羅刹となり、沖田の刀と自身の刀の二刀流で敵陣に切り込み、生死不明となる。
藤堂平助（とうどう へいすけ）
声 - 吉野裕行
新選組八番組組長。斎藤とは同い年で最年少幹部。身長160cm。戦いでも先陣を切り、何事にも真っ先に飛びつくやんちゃ気質だが、自分に出来ることを模索し続けている。祭り好きな性格のため、敵との戦闘を遊び半分で楽しむことも多い。
千鶴とは年齢が近く、仲が良い。風間に何かと突っかかることが多いが、風間自体は煙たがっている模様。好物は寿司。
藤堂藩の落胤であるゆえに存在を抹消されているが、藩からは毎月金が送られているようで、そのことについて悩んでいる描写もみられる。OVA版では年の割に背が低いことを気にしている様子もみられた。
池田屋で天霧と戦うが敗北する。アニメ版では御陵衛士を結成しようとした伊東一派と共に一度は新選組を離脱するが、伊東暗殺後に千鶴の説得を受け、油小路で天霧率いる薩摩藩によって窮地に追いやられていた永倉や原田たちへの応援に駆けつける。そこで天霧と再戦するがまたも敗れ、重傷を負ってしまう。生きるために自ら変若水を飲んで羅刹となり、表向きには油小路で戦死したことにして、新選組に復帰する。その後は羅刹隊として戦い続けるが、最期は仙台城での戦いで羅刹の力を使い果たし、千鶴と土方に看取られながら満足そうな笑みを浮かべ、山南とともに灰になった。
劇場版では山南と共に死なず、千鶴を送り届けた後、斎藤らと共に戦い力尽きて斎藤の目の前で灰化した。
原田左之助（はらだ さのすけ）
声 - 遊佐浩二
新選組十番組組長。剣よりも槍の名手。身長180cm。大雑把で少々喧嘩っ早いところもあるが、人情に厚く義理堅いうえ、察しの良い一面も見せている。かつて居た藩の人間と口喧嘩をし、腹を詰めたことがあるため切腹の痕があり、さらしを巻いている。
永倉や藤堂とはよく一緒に行動するほど仲が良く、酒を飲みに島原へ出かけている。若干スケベなところもあり、ファンの間でのあだ名は「走る18禁」「セク原田」。作中、男装していた千鶴を女と確かめるために服を脱がすことも考えていたが、近藤に止められた。一方『薄桜鬼 黎明録』では、龍之介の兄のような一面もみせている。また、攻略キャラクターでは唯一、羅刹にならない。
アニメ版では、終盤に宿敵である不知火と協力して綱道の部下たちと戦って腹部に致命傷を負い、永倉に会うために新選組の元へ戻ることを呟きながら息絶えた。劇場版ではテレビアニメとほぼ同じく死亡し、原田の形見である槍を不知火が持っていた。
風間千景（かざま ちかげ）
声 - 津田健次郎
何かと新選組や千鶴に関わる剣士。童子切安綱という刀をあつかう。西海九国の鬼の頭首で、薩摩藩に属している。普段は金髪赤眼のショートヘアだが、鬼本来の姿を見せるときは白髪金眼に変わる。総合的な剣の腕前は沖田を上回る（技量は沖田の方が上であるが、風間は本物の鬼であるため、沖田との技量差を桁違いの腕力で補える）。攻略可能キャラクターでは唯一、新選組に所属していないが、これは風間が隠しキャラクターとされているためである。
気分屋で自信家だが義理堅く、これは「鬼は一度交わした約束は守る」という鬼の掟による。鬼としての己に強い誇りを持っており、武士の誇りも知らない新選組隊士の若輩や、安直な理由で新政府側へ寝返ろうとした幕軍の兵士、鬼としての誇りや掟を忘れて雪村の名を汚す行為をした南雲薫をそれぞれ躊躇なく殺害する等、誇りに悖る行いに走る者、誇りを蔑ろにする者に対しては激しい怒りを顕にする。その性格故に藤堂とは絶対に馬が合わないと思っているが千鶴からは「息があっている」と評される。
鬼の子孫を残すために純血かつ女鬼の千鶴を何度も狙うが、あくまでも「新選組の目の前で攫う」とのことで、彼女が1人になってしまった場合に手籠めにするわけではない模様。
アニメ版では土方との決着の末に敗れて死亡するが、自分たちから見れば偽物の鬼である彼の信念を称え、「薄桜鬼」と名付けている。劇場版では、羅刹はこの世に居てはならぬ存在として土方を殺そうとする。アニメ版と同じく土方を「薄桜鬼」と名付けるが、死亡はしない。最終的に土方を殺すことを辞め、去って行った。

### その他の新選組隊士
近藤勇（こんどう いさみ）
声 - 大川透
新選組局長。土方のことを「トシ」と呼んで信頼している。おおらかで剣術にも長け、何より人情深く涙もろい。島原では拳を口に入れるネタを披露して、笑われた経験がある。そんな人柄で皆の信頼を集める大将肌な反面、子供の頃から「立派な武士」になる事への羨望の念が強かったが故に武士や武士道への拘りが強く、新選組が幕臣となり、自身も旗本の位を得る様になると、武士らしく振る舞う事に固執するあまりに、周りが見えていない浅慮な言動や、傲慢ともとれる態度をとって他の隊士（特に永倉）と対立する一面も見せるようになる。
ほぼ全ての媒体、ルートにおいて、甲州勝沼における惨敗で、武士の時代の終焉を身を持って痛嘆させられた後、流山にて千鶴達を逃がす為に新政府軍に投降し、斬首刑に処される。
山南敬助（さんなん けいすけ）
声 - 飛田展男
新選組総長。身長171cm。にこやかな笑みを浮かべながら、冷酷な策士の顔も見せる。総長として知の面から新選組を支える裏で、変若水の研究・改良を担当していたが、左手に負った怪我のため剣を振れなくなった事をきっかけに、自らを実験台とし人間として死ぬ覚悟で変若水を飲み、幹部の中で最初に羅刹化した。最初こそ衝動で千鶴の血を求めるが、後になって羅刹化しても平気になった。その後は公には死亡した事として、羅刹隊の指揮を務めるなど水面下から新選組を支える事に徹する。
アニメ版では新選組が甲州・会津と転戦していった後も、同じく羅刹になった藤堂と共に羅刹隊を先導して活躍するが、撤退先の仙台において突如綱道の下へ寝返る素振りを見せる。だがこれは綱道達を欺くための芝居であり、最後は千鶴を守るために戦い、藤堂と共に力を使い果たして灰になった。劇場版では二本松城でアニメ版と同様に寝返る様に見せかけて綱道を欺くも、銀の弾丸による銃撃を受けてしまい、千鶴と藤堂に逃げるように促しながら灰になった。
「真改」では攻略キャラクターとなる。まがい物と呼ばれることは嫌うが、「羅刹」と称されることは褒め言葉として受け取り、自分が羅刹であることに誇りを持っている言動がある。
『薄桜鬼 黎明録』では、土方と同じ副長であったが、本編では総長である。
永倉新八（ながくら しんぱち）
声 - 坪井智浩
新選組二番組組長。身長173cm。曲がったことが大嫌いな性格。剣術では新選組一ともいわれる腕だが、酒と女好きな一面も持つ兄貴気質。島原の遊女に貢ぎすぎて、よくお金関連で悩んでいる。筋肉自慢も多いが、生まれはそこそこの立場の武士であり、実際は政治に詳しく教養も備えている。原田曰く「政治のことは無駄に詳しい」。作中では、千鶴のことを「可愛い妹分」と称すことも多い。アニメ版では消息不明の斎藤を除いて8人の初期幹部隊士の中で唯一生き残っていた。
「真改」では攻略キャラクターとなる。井上と共に千鶴を守るも敗北。息も絶え絶えな井上から変若水を与えられ、千鶴と井上の命を守るために羅刹となった。
井上源三郎（いのうえ げんざぶろう）
声 - 小林範雄
新選組六番組組長。年長者幹部であり、優しく見守る誠実な人柄で皆からの信頼も厚い。千鶴を娘のように思っている。普段は穏やかだが、食べ物を粗末にした永倉と原田を怒鳴りつけるなど厳しい一面も併せ持つ。幹部達からは「源さん」と呼ばれている。
アニメ版では、鳥羽伏見の戦いの最中、千鶴と共に淀城に援軍を要請しに行った際、新政府側に寝返った幕府軍の兵士に襲われ、千鶴を守る為に単身奮闘するが、討ち取られ死亡した。
山崎烝（やまざき すすむ）
声 - 鈴木貴征
新選組諸士調役兼監察。冷静沈着な監察方として影から新選組を支え、土方を尊敬している。沖田とは犬猿の仲で、作中でも度々衝突している場面がある。
千鶴を医学面で支え手伝ってもらうことが多い。とても真面目な性格ゆえに、やっかいごとを背負い込んでしまうこともたびたびある。趣味は日記をつけること。冷静な性格だが、『薄桜鬼 黎明録』では土方と対立する芹沢派である龍之介と馬が合わずに口論の末に殴り合いに縺れ込むなど、今まで見られなかった一面を見せる。
風間から土方を守るために背部を斬られて重傷を負った。千鶴から手当てを受けるが、間に合わず息絶え、船上から水葬された。
「真改」では攻略キャラクターとなる。他ルートでは死亡するが、彼のルートだと、変若水を飲もうとした土方から変若水を奪い、自らが羅刹となり、土方と千鶴を守るために風間と戦った。風間に小僧と言われるも、実際は山崎の方が年上である（近藤と同い年）。
島田魁（しまだ かい）
声 - 大羽武士
新選組諸士調役兼監察、伍長、軍監。新選組を影から支える縁の下の力持ち的存在。大の甘味好き。五稜郭に至るまで土方とともに戦った。
伊東甲子太郎（いとう かしたろう）
声 - 千々和竜策
新選組参謀、後に御陵衛士隊長。北辰一刀流の道場主であり、近藤に博識と剣の腕を買われ新選組に入る。オカマ口調のような独特な喋り方をする。元々新選組を利用するつもりで加わり、アニメ版ではある騒動がきっかけで死んだと聞かされていた山南が生きていることを知り、それを口実に分裂し御陵衛士を結成。さらに新選組に坂本龍馬暗殺の濡れ衣を着せ、薩摩藩に接触して羅刹の存在を公表することや、近藤の暗殺等を企み、新選組を陥れようと目論んだが、潜入していた斎藤の密告で、近藤達に自身の企みを知られ、油小路にて新選組に暗殺される。

### 幕府側の人物
松本良順（まつもと りょうじゅん）
声 - 佐藤広太
幕府と新選組お抱えの蘭医であり、千鶴と綱道の知り合い。千鶴が京へと綱道を捜しに行った際に偶然家を留守にしていたため、千鶴からの文に気付かなかった。
榎本武揚（えのもと たけあき）
声 - 伊藤栄次
海軍副総裁。土方らとともに蝦夷まで転戦し、蝦夷共和国総裁に就任する。
大鳥圭介（おおとり けいすけ）
声 - 内匠靖明
陸軍奉行。土方と共に最後まで戦った。だが、はじめはそりが合わなく衝突することもしばしばあった。容姿は幼げだが、実は土方より年上ということで島田は驚きを隠せなかった。

### 鬼の関係者
天霧九寿（あまぎり きゅうじゅ）
声 - 山口りゅう
風間や不知火と行動を共にする鬼。風間と同じく薩摩藩に属する。武器を持たずに素手で戦うが、藤堂の鉢金を素手で破壊するほどの力の持ち主である。礼儀正しく、口調も敬語であり、あまり戦いを好まない性格ゆえ、池田屋で藤堂を負傷させたことを新選組に謝罪していた。
不知火匡（しらぬい きょう）
声 - 吉田裕秋
銃を使う鬼。長州藩に属する。新しい物好き。ゲームでは左肩に刺繍がある。新選組との戦いにて原田とは宿命関係となり、それ以降は新選組との戦いで原田と戦うことが多い。原田との3度目の戦いでは羅刹による襲撃を受け、共闘して立ち向かう。終盤で原田と共に綱道の部下たちと戦い、原田が戦死した後は高杉という人物の墓参りに行った。
南雲薫（なぐも かおる）
声 - 伊藤葉純
16歳。千鶴が町で出会う少女（女装である）。土佐藩に属する。顔立ちが千鶴と似ている。正体は生き別れになった千鶴の双子の兄。千鶴の小太刀「小通連」と対に位置する大太刀「大通連」を持っている。
土佐の南雲家に養子として引き取られたため、名字が「雪村」ではない。両親亡きあと、心優しい綱道に引き取られて幸福な少女時代を過ごしてきた千鶴とは違い、女鬼と思って引き取り、落胆した南雲家に薫はひどく辛い生活を余儀なくされたらしい。自分の両親や家族との楽しい時間を奪った人間たちを憎み、同じ境遇にありながら幸せに暮らしていた千鶴に対しても逆恨み的に妬みを抱く反面、妹として想いやろうとする一面も見せており、愛憎の念の入り混じった歪んだ情念を抱いている。
ゲーム・アニメ共に、沖田に変若水を飲めば労咳が治るとそそのかし、彼の羅刹化のきっかけを作る。アニメ版では、近藤と千鶴を守ろうとする沖田と戦い圧倒されるが、労咳の発作を起こした彼に逆襲しようとしたところへ突如現れた風間に心臓を刺され、死亡する。劇場版第二章では、土方を追って風間と共に会津に向かっていた千鶴の前に現れ、一度は千鶴を攫う事に成功するも、その後、会津市街地での戦いで沖田と交戦し、心臓を刺された上で首を跳ねられ死亡する。
雪村綱道（ゆきむら こうどう）
声 - 齋藤龍吾
千鶴の父親（養父）であり、羅刹と呼ばれる元となった薬を作った本人。蘭方医として知られていたが、その実は鬼の一族・雪村家の分家筋。雪村一族の復権と、鬼が人と対等に立つ世を実現するため、他の鬼たちの意向に逆らって羅刹を輸入して研究を重ねていた。『薄桜鬼 幕末無双録』ではラスボスとなっている。『薄桜鬼 真改 風ノ章』の伊庭ルートでは、千姫たちが住む八瀬の里を襲撃し、鬼の頭領の右腕を盗み、片腕を失った武田に与える。
千姫（せんひめ）
声 - 石川綾乃
千鶴が町で助ける少女。鈴鹿御前の直系にあたる、京を統べる旧き血筋の鬼の姫。東の純血鬼である千鶴よりも高い立場にある。本来は八瀬の里の八角堂にいるべき鬼であり、八瀬家の頭領も務めている。色々な情報をもたらしてくれるお姉さん的存在。あるルートでは千鶴の代わりに風間の子を産むと言ったり、その身を案じて護衛をつけさせる等、何かと千鶴を助けてくれる。『薄桜鬼 真改 風ノ章』の伊庭ルートでは、里で保管されていた旧時代の鬼の頭領の両腕のうち、鬼の左腕を伊庭に託す。
君菊（きみぎく）
声 - 勝田晶子
表向きは島原の芸妓だが、正体は千姫に仕える忍。推定18歳。君菊は源氏名で、本名は菊月。本人曰く戦闘はあまり得手ではない模様。

### 「黎明録」からの追加キャラクター
井吹龍之介（いぶき りゅうのすけ）
声 - 関智一
『薄桜鬼 黎明録』の主人公。意地っ張りで口が悪いが、優しい一面も。武家の生まれだが武士を毛嫌いしており、刀を差してはいても、ほとんど使えない。
京に向かう途中、追いはぎに追われ行き倒れていたところを芹沢鴨に拾われ、そのまま彼の小姓として働くことになった。ゲームではルートにより芹沢暗殺前後の運命が変わる。アニメ版では芹沢暗殺後の新選組に命を狙われるが沖田の配慮で逃がされる。最終回では街道で千鶴とすれ違う。
『薄桜鬼 真改 風ノ章』では名前のみ登場。かつて、相馬を助けた錦絵師で、江戸に住んでいるらしい。羅刹となった芹沢の絵を相馬に渡した（元々渡すつもりは無かったが、相馬曰く「無理を言って譲ってもらった」）。
劇場版第二章では土方から千鶴への手紙を渡すために登場。その後、千鶴を家に招いた際は絵を描いていた。
芹沢鴨（せりざわ かも）
声 - 中田譲治
新選組の筆頭局長。冷徹な性格で、自分勝手な人物だが、同時に唯の暴君とは言い難い独自の価値観や武士としての信念を持ちあわせており、ぞんざいな態度をとりつつも、龍之介や土方達の事はそれぞれ一目置いている。アニメ版の終盤で土方に見限られて土方、沖田、山南と交戦した。最期は土方に敗れ、「よくやった」と言い残し死亡した。
新見錦（にいみ にしき）
声 - 田村健亮
芹沢派の新選組副長。芹沢の腰巾着で彼につき従っていた。終盤で新選組を脱走し、倒幕志士に落若水を売り込んでいた所を土方たちに踏み込まれ、変若水を飲んで反撃するも、一瞬の隙を突かれて斬り殺された。公式には、切腹扱いとなった。
平間重助（ひらま じゅうすけ）
声 - 上田燿司
壬生浪士組隊士。芹沢家家臣の出身で、芹沢の小姓のような立場。芹沢や新見と違い温厚な性格。
佐々木愛次郎（ささき あいじろう）
声 - 野宮一範
若手の壬生浪士組隊士。脱走した羅刹によって斬殺されてしまう。
殿内義雄（とのうち よしお）
声 - 村上和也
壬生浪士組の隊士。近藤・芹沢いずれの派閥にも属さず、自らの立場を強化しようとしていた。芹沢に唆された沖田によって斬り殺された。
小鈴（こすず）
声 - 西野陽子
龍之介に淡い恋心を抱く抱え舞妓。ルートにより、龍之介と結ばれるヒロインとなる。本名は「静」である。
気が強い少女で、芹沢鴨の横暴な態度に反論し鉄扇で叩かれ怪我をしてしまう。そのため、当然浪士組に対する印象は悪く、浪士組に居候している井吹龍之介に対する当たりもきつく、度々口論になる。しかし、彼らと接するうちに態度は丸くなっていく。
劇場版第二章に龍之助とともに登場。彼と一緒に住んでおり、恋仲となっているととれる。しかし、龍之介は本名ではなく「小鈴」と呼んでいた。
お梅（おうめ）
声 - 篠宮沙弥
芹沢の愛人。アニメ版終盤では、芹沢からこれから土方たちが芹沢を闇討ちに来ることを聞かされてもなお、芹沢と一緒にいることを望み、就寝中に芹沢によって斬り殺された。
あぐり（あぐり）
声 - 高橋あみか
佐々木愛次郎の恋人。佐々木と共に羅刹に殺される。小鈴とは友人であった。

### 「幕末無双録」からの追加キャラクター
桂小五郎（かつら こごろう）
声 - KENN
長州藩士。藩士たちのまとめ役。右目を隠した髪型をしている。剣術の達人であるが「逃げの小五郎」の異名の通り、無駄な戦闘は好まない穏健派。
『裏語 薄桜鬼』ではメインキャラクターとして登場。
西郷隆盛（さいごう たかもり）
声 - 置鮎龍太郎
薩摩藩士。藩の中心的人物。白髪交じりの短髪で、厳つい風貌の男。討幕派に転じ、新政府軍の参謀を務める。
『裏語 薄桜鬼 ～暁の調べ～』にも登場。

### 「裏語」からの追加キャラクター
霧島梢（きりしま こずえ）
声 - 早見沙織
『裏語 薄桜鬼』の主人公（名前のみ変更可）。京の剣術道場「正禄館」の娘。早くに両親を亡くしており、兄と二人で道場を切り盛りしていた。
高杉晋作（たかすぎ しんさく）
声 - 杉田智和
長州藩士。松下村塾の塾生の一人。師・松陰の死後、尊王攘夷志士として頭角を現していく。
岡田以蔵（おかだ いぞう）
声 - 鈴村健一
土佐藩士。過激な攘夷派組織・土佐勤王党の一員。武市の指示に従って人斬りを行っている。
グラバー
声 - 櫻井孝宏
西欧からやってきた武器商人。レディーファーストの精神を持った紳士。一方で謎めいた発言も多い。
山縣有朋（やまがた ありとも）
声 - 浜田賢二
長州藩士。松下村塾の塾生の一人。高杉の結成した奇兵隊に参画する。
久坂玄瑞（くさか げんずい）
声 - 浪川大輔
長州藩士。松下村塾の塾生の一人。高杉とは親友であり、ライバル関係でもある。
伊藤博文（いとう ひろぶみ）
声 - 桐井大介
長州藩士。松下村塾の塾生の一人。軟派なところもあるが、渡英経験もある勇敢さも兼ね備える。
吉田松陰（よしだ しょういん）
声 - 井上剛
長州藩士。松下村塾の主宰。安政の大獄によって処断され、高杉ら門弟たちの運命を左右することになる。
武市半平太（たけち はんぺいた）
声 - 成田剣
土佐藩士。土佐勤王党の盟主で、岡田の剣術の師。勤王党を率いて計略を巡らしている。
霧島聡介（きりしま そうすけ）
声 - 森嶋秀太
梢の年の離れた兄。「正禄館」を梢とともに守っていたが、新選組の羅刹に襲われて落命する。
清河八郎（きよかわ はちろう）
声 - 中西尚也
壬生浪士組結成の契機を作った男。幕府や新選組とは深い因縁がある。

### 「真改 風ノ章」からの追加キャラクター
伊庭八郎 （いば はちろう）
声 - 宮野真守
幕府の直参旗本で、大番士奥詰。実家は、江戸で4本の指に入る伊庭道場・心形刀流宗家の伊庭家嫡男。土方・近藤・沖田ら新選組メンバーの試衛館時代を知る人物。土方に対して特に尊敬しているような描写がある。試衛館では伊庭と沖田の剣術の腕は同等だったというが、再会後の手合せでは、沖田から「君の剣は軽い」といった発言をされている。江戸で奥詰という役にあっても普段から人を斬っていない伊庭と、常に浪人たちと斬り合いをしている沖田では、剣の重さが違うという。
幼いころ雪村家に蘭方書を読みに通っていたこともあり、千鶴とは幼馴染のような存在だが、再会した千鶴は伊庭のことを覚えていなかった。千鶴の怪我の治りが早いことを知っており、「怪我がすぐに治ることを他人に話してはいけない」という約束をさせていた。また、「君は普通の女の子」といった発言を度々する。
伊庭ルートでは、伊庭が右腕を斬った武田に左腕を斬られてしまう。羅刹となった武田に対抗するため自ら変若水を飲み、千姫から託された左腕に武田の鬼の腕と対をなす鬼の腕を持つこととなる。
相馬主計 （そうま かずえ）
声 - 梶裕貴
元笠間藩士で、藩命により京に来た際に巡察中の藤堂・原田・永倉・千鶴と出会う。その際相馬が持っていた絵が問題で、新選組の屯所に連行される。新選組との出会いの後、笠間藩を脱藩し、幕府陸軍隊にて長州征伐に参加するも、予備兵力としての参加だった。笠間藩、幕府陸軍隊での周囲の武士の有り様に疑問を持ち、近藤から新選組に誘われていたのを機に新選組に入隊する。局長付小姓で千鶴の後輩となり、入隊当初は見習いだった。出逢った当初は男装していた千鶴のことを男性だと思っていて、藤堂や永倉並みに鈍いと原田に言われている。千鶴の秘密や新選組の暗部を知っていくことによって、千鶴の護衛も頼まれるようになる。剣の腕は中の上だが、その真っ直ぐな性格のせいか、沖田から局長付小姓として認められる。
相馬ルートでは、兄を殺した新選組を憎んでいる三木が鳥羽・伏見の戦いで大阪城に向けて撤退している相馬・千鶴のもとに現れる。千鶴が伏見奉行所から運んでいた変若水を三木に奪われ、変若水は人を殺す劇薬と三木に偽るも、相馬に変若水を飲むことを強要する。そのため、相馬も羅刹化し、三木を剣で圧倒するも心の迷いから三木を逃がしてしまう。その後に現れた風間には、羅刹化をしても敵わなかった。
坂本龍馬 （さかもと りょうま）
声 - 小野大輔
土佐浪人。千鶴と初めて出会った際には、才谷梅太郎と名乗る。家は、土佐郷士で土佐の郷士と上士のしきたりに嫌気がさし、浪人となったという。千鶴という姉がいる。土佐勤王党の出身で、海軍操練所で塾頭を務め、長崎で亀山社中を興した。会津藩から坂本に手を出すなと命が下されることや、勝海舟の知り合いであることから幕府の味方についていると思いきや、薩長同盟に尽力していたことや大政奉還に影響があること、外国から鉄砲を買い、国内に売りさばいていることなど幕府側と倒幕側のどちらの味方であるか分からない。新選組では坂本をよく思う者はいない。千鶴に「俺は新選組の敵」という発言からも謎のある行動が多い。実際は、外国と同等の力をつけて諸外国から国を守ろうという意思で行動している。お目付け役に薫を千鶴に紹介するも、坂本は薫に気をつけろと千鶴に忠告する。相手を敵に回す発言が多く、見廻組や京都守護から命を狙われるなど、何度か暗殺されかかることがあったが持ち前の運の良さで切り抜けてきた。しかしある時、千鶴ら新選組が坂本暗殺の噂を聞き、坂本が泊まっている近江屋に向うも坂本は中岡と共に暗殺を受けた後だった。坂本ルートでは、暗殺されて死に際の坂本を綱道と薫の手によって変若水で羅刹化させられる。
武田観柳斎 （たけだ かんりゅうさい）
声 - 子安武人
新選組五番組組長。甲州流軍学を得ていて、博識であるので軍奉行を自認する。プライドが高く高圧的。近藤の側近を狙っているらしく、近藤がいる時の言動と他の新選組隊士がいる時の言動に差がある。新選組五番組組長であるからか権力を笠に着ている様子があり、山南からは小物だと言われる。伊東らが入隊してからは特に隊内に居場所を失い、伊東らが離脱し御陵衛士を結成する時期には、新選組を脱退するが、その際に羅刹に関する資料を盗み出した為に、後に新選組によって暗殺された。
伊庭ルートでは、資料を取り戻そうと追いかけた千鶴を返り討ちにしようとした際に、彼女を助けるべく乱入した伊庭に右腕を斬られ、消息不明となるが、後に生存が判明。伊庭を恨み、復讐の為に綱道から変若水を飲まされて羅刹となり、さらに新選組から盗んだ羅刹の資料を元に、たどり着いた鬼の里から盗み出した鬼の腕を右腕に接合するが、やがて接合した腕に宿った鬼の意志に自我を奪われ、以降は半ば鬼の腕の意志に操られるまま、女鬼である千鶴を狙い、伊庭の前に立ちはだかる。
三木三郎 （みき さぶろう）
声 - 近藤隆
新選組九番組組長。新選組参謀の伊東甲子太郎の実弟。伊東と同時に新選組に入り、新選組内では伊東派に属し、伊東が新選組から分離として御陵衛士を結成する際に伊東に着いていく。荒っぽい口調で他の新選組幹部らを見下した物言いをするが、その不遜な態度とは裏腹に相馬を圧倒するなど、決して口先だけではない剣の腕を持つ。実兄の伊東のことを兄貴と慕っており、油小路の変で伊東が新選組によって謀殺され、御陵衛士が瓦解して以降は、狂気同然の憎しみに駆られ、兄や仲間の仇である新選組（特に近藤、土方、永倉、原田、斉藤の5人）への復讐を誓い、倒幕派の藩と手を組んで、彼らの命を執拗に狙う。
相馬ルートにて、鳥羽・伏見の戦いで撤退中の千鶴・相馬の前に現れ、2人を倒幕派の藩士らの手を借りて殺そうとする。しかし変若水を人に害をなす劇薬だと思い、相馬に飲ませたことから、羅刹化した相馬に追い込まれる。そこで相馬に見逃されるも、その後も新選組の者を殺すことを諦めず、赤報隊に所属するが偽官軍事件で捕らわれ、助命と引き換えに新政府軍の羅刹兵となる。
本山小太郎 （もとやま こたろう）
声 - 羽多野渉
幕府の直参旗本で、書物方に務めている。伊庭の親友。伊庭と共に幕命で京に赴いた。争いや荒事が苦手で、荒くれ者が多いと聞く新選組に苦手意識を持っている。旗本だが、書物方に務めているように剣術は苦手。新選組とごく普通に話す伊庭に対して、新選組の面々と接する際によく怯えた態度をとる。
野村利三郎 （のむら りさぶろう）
声 - 江口拓也
新選組隊士。脱藩をして、相馬とほぼ同時期に入隊することになる。相馬と同じ局長付小姓で、千鶴の後輩隊士。性格は単純で馬鹿っぽい印象を受ける。相馬と同じく千鶴が男装をした女性だと言われるまで気づかなかった。
中岡慎太郎 （なかおか しんたろう）
声 - 平川大輔
土佐の脱藩浪人。実家は土佐郷士。坂本と普段行動を共にしていて、幕府を倒すために尊王攘夷派に協力する。性格は真面目で堅物。銃を扱う坂本に対し、刀を扱う武闘派。近江屋で坂本と共に暗殺される。
坂本ルートでは、坂本と同様に暗殺の死に際に綱道と薫の手によって羅刹となる。暗殺を仕掛けたのは新選組だと勘違いをしていて、新選組ら幕府派を恨み、千鶴を幕府側の間者と見做し、彼女を庇う坂本とも袂を分かつ事となる。その後は綱道・薫らの元を離れた坂本とは違い、綱道・薫らと行動し、やがて綱道の作った新政府軍の羅刹兵達の指揮官として坂本と敵対する事になる。

### アニメ版オリジナルキャラクター
古高俊太郎（ふるたか しゅんたろう）
京都桝屋の主。長州藩の尊攘派の志士とつながりを持ち、池田屋での会合に関わっていたが、新選組に捕縛された。
安藤（あんどう） / 新田（にった）
新選組隊士。池田屋事件で裏口を守備し、浪士との斬り合いで重傷を負った。
奥沢（おくざわ）
新選組隊士。池田屋事件で安藤・新田らとともに裏口守備を担当。浪士との戦闘で斬死し、その後援軍に来た原田に「立派な死様」と賞された。
松平容保（まつだいら かたもり）
声 - 森川智之
会津藩主、京都守護職。新選組を預かる、直接の上司にあたる。名前だけは頻繁に本編にも登場する。
正木時茂（まさき ときしげ）
声 - 石田彰
会津藩士。通称は兵衛（ひょうえ）。若手藩士の中心的存在。会津新選組を率いる斎藤と邂逅する。当初は洋装や右差しの斎藤に反発していたが、白河口の敗戦を経て心を入れ替えた。母成峠の戦いでは同士らを率いて殿軍を買って出て、そのまま生死不明となる。
樫倉（かしくら） / 三沢（みさわ）
声 - 酒巻光宏 / 井上剛
若手の会津藩士。正木とともに斎藤に反発していたが、白河口では新選組の助力を得て戦う。
星恂太郎（ほし じゅんたろう）
額兵隊の指揮官。仙台の戦い後に新選組と合流し、松前城攻撃では土方と轡を並べた。
荒井郁之助（あらい いくのすけ）
声 - 寺井智之
旧幕府軍幹部。海軍の責任者として宮古湾海戦での接舷作戦を提唱した。しかし作戦は失敗し、撤退を決断する。
徳川太郎（とくがわ たろう）
声 - 村上和也
旧幕府軍幹部。
甲賀源吾（こうが げんご）
旧幕府軍幹部。軍艦「回天」の艦長として宮古湾海戦に従事するも、新政府軍のガトリングガンの弾に当たって戦死した。
黒田清隆（くろだ きよたか）
声 - 幸地真作
新政府軍の参謀。薩摩藩出身。蝦夷に籠もる旧幕府軍に対する攻撃の指揮を執る。
滝川（たきがわ）
声 - 大林洋平
旧幕府軍幹部。一隊を率いて二股口で新選組と布陣した。突出する場面もあったが、土方隊の援護で事なきを得た。
勇坊（ゆうぼう）
声 - ふじたれいこ
壬生浪士組が駐屯する八木家の子息。
沖田みつ（おきた みつ）
沖田の姉。父母を早くに亡くして家計が苦しくなり、縁のある試衛館道場に幼い沖田を預ける。
近藤周斎（こんどう しゅうさい）
江戸試衛館道場の主、近藤勇の養父。
家里（いえさと）
声 - 幸地真作
壬生浪士組隊士。芹沢や土方・近藤らとともに上洛してきた古参の隊士だったが隊規違反で切腹を命じられていた。変若水の試薬の実験台として羅刹第一号となり、その場で暴れまわるものの駆けつけた土方によって殺される。
川島勝司（かわしま かつじ）
壬生浪士組隊士。山崎や島田と同期。
小寅（ことら）
声 - 樋口あかり
大坂吉田屋の芸子。酒に酔った芹沢に絡まれ、「武士を侮辱した」と因縁を付けられる。その場に駆け付けた土方によって、芹沢は髷を落とされてしまう。
お鹿（おしか）
声 - 飯田奈保美
大坂吉田屋の仲居。小寅と同席して芹沢・永倉・龍之介をもてなしており、芹沢に因縁を付けられた小寅を庇ったため芹沢の怒りを買ってしまう。
佐伯（さえき）
声 - 綱川博之
壬生浪士組隊士。芹沢の名を借りて借金をし、その返済のために芹沢の根付を盗んだとして捕えられる。新見によって改良された変若水を飲まされて意識を保ったままの羅刹となるが、隙を見て逃走してしまい、その途上に偶然遭遇した佐々木とあぐりを殺害する。その後、河原町に潜伏していたところを沖田に発見されて殺される。
酒井兵庫（さかい ひょうご）
声 - 蒼井翔太
新選組隊士で会計方、摂津国住吉の出身。2021年発売のOVA新作より登場。

## 関連用語
変若水（おちみず）
南蛮から渡来した薬で、西洋でいうエリクサー、中国では仙丹のこと。西洋の鬼の血を薄めたものであり、服用すれば即座に羅刹として変貌してしまう。
日本に伝わったのは豊臣秀吉による朝鮮出兵の際であり、雪村綱道が幕府の密命を受け、改良を進めていた。十鬼の絆では仙丹として登場し、八千代たちが利用する。その際に羅刹となった鬼や人間のことを、修羅と呼ぶ。修羅たちは、吸血衝動や日光に弱くなく一人の鬼頭と同等の力を得る。関ヶ原の戦いの後、仙丹に関する資料などは徳川家康によって処分され、彼は千耶に二度と仙丹を世に出さないことを約束した。
羅刹（らせつ）
千鶴が京へ来た夜に遭遇した、変若水を飲んだ者たち。紅い瞳と白い髪が特徴で、日光に弱く時折吸血衝動に苛まれるが、綱道は日光に強い羅刹を作り出すことに成功している。
超人的な身体能力と治癒能力を持つが、実際には数十年間に少しずつ消費していく常人の一生分の生命力や治癒能力を一気に消費しているに過ぎないため、それが尽きれば身体は灰と化して死亡する。寿命以外では、心臓を貫かれるか首を切り落とされることに遭わない限り、死ぬことはない。
綱道いわく、「千鶴の故郷の村の水を服用すれば羅刹としての症状が薄くなっていく」とのことだが、テレビアニメ版ではそこまで言及されていない。
羅刹隊（らせつたい）
山南に指揮される羅刹たちが集う隊で、元々は「新撰組」（てへんのしんせんぐみ）と呼ばれていた。その存在は伏せられており、所属者は表向きには死んだことになっているが、新選組の幹部や千鶴などは存在を知っている。また、前川邸で管理されている。
薄桜鬼（はくおうき）
タイトル名、および風間が土方の奮闘を称えて彼に付けた、鬼としての名前。
鬼の腕（おにのうで）
『薄桜鬼 真改 風ノ章』の伊庭ルートにて登場する、千姫の住む鬼の里で保管されていた、旧時代の鬼の頭領の両腕。この右腕を綱道は盗み、武田の羅刹化と共にこの鬼の右腕を与える。綱道・武田から鬼の右腕を取り戻すため、対抗手段として千姫は鬼の左腕を伊庭に託す。甲にある印は十鬼衆であることを示す印であり、十鬼の絆の十鬼衆はそれぞれ服などに印が入れられている。

## 主題歌
特記されているもの以外、吉岡亜衣加が歌を担当している。
薄桜鬼 ～新選組奇譚～
オープニングテーマ「はらり」
作詞 - 加々美亜矢 / 作曲 - 澤口和彦 / 編曲 - 太田美知彦
エンディングテーマ「ココニイル～虚空の果て～」
作詞 - うらん / 作曲・編曲 - TATSUYA
薄桜鬼 ポータブル
オープニングテーマ「闇の彼方まで」
作詞 - 日山尚 / 作曲・編曲 - 上野義雄
エンディングテーマ「想い出はそばに」
作詞 - 上園彩結音 / 作曲・編曲 - 末廣健一郎
薄桜鬼 DS
オープニングテーマ「散らない花」
作詞 - 大森祥子 / 作曲 - 上野義雄 / 編曲 - 谷本貴義
エンディングテーマ「ひとしずく」
作詞 - 上園彩結音 / 作曲 - 四月朔日義昭 / 編曲 - 谷本貴義
薄桜鬼 3DS
オープニングテーマ「星標」
作詞 - 上園彩結音 / 作曲・編曲 - 谷本貴義
エンディングテーマ「三日月に花」
作詞・作曲 - 吉岡亜衣加 / 編曲 - 戸田章世
薄桜鬼 随想録
オープニングテーマ「花びらの刻」
作詞 - 上園彩結音 / 作曲・編曲 - 上野義雄
エンディングテーマ「空の鏡」
作詞 - 上園彩結音 / 作曲・編曲 - 末廣健一郎
薄桜鬼 随想録 ポータブル
オープニングテーマ「時の栞」
作詞 - 上園彩結音 / 作曲・編曲 - 上野義雄
エンディングテーマ「光の蝶」
作詞 - 上園彩結音 / 作曲・編曲 - 小野貴光
薄桜鬼 随想録 DS
オープニングテーマ「響ノ空（ひびきのそら）」
作詞 - 磯谷佳江 / 作曲 - 小野貴光 / 編曲 - 戸田章世
エンディングテーマ「はじまりの詩」
作詞 - 上園彩結音 / 作曲 - 上野義雄 / 編曲 - 安瀬聖
薄桜鬼 遊戯録
オープニングテーマ「青空ボタン」
作詞 - 上園彩結音 / 作曲・編曲 - 谷本貴義
エンディングテーマ「ねぇ、もしも2人が…」
作詞・作曲 - 吉岡亜衣加 / 編曲 - 谷本貴義
薄桜鬼 遊戯録 DS
オープニングテーマ「風色ステップ」
作詞 - 上園彩結音 / 作曲・編曲 - 鶴由雄
エンディングテーマ「ポケットキャンディー」
作詞・作曲 - 吉岡亜衣加 / 編曲 - 松美夜孤雨兵
薄桜鬼 遊戯録弐
オープニングテーマ「夢・彩・とりどり」
作詞 - 上園彩結音 / 作曲 - 松美夜孤雨兵 / 編曲 - ぺさま
エンディングテーマ「今日に約束」
作詞 - 上園彩結音 / 作曲・編曲 - 鶴由雄
挿入歌「まなざしの空」
作詞 - 上園彩結音 / 作曲・編曲 - 安瀬聖 / 歌 - mao
薄桜鬼 巡想録
オープニングテーマ「紅い蜃気楼」
作詞 - 上園彩結音 / 作曲・編曲 - 四月朔日義昭
エンディングテーマ「約束の空」
作詞 - 上園彩結音 / 作曲・編曲 - 四月朔日義昭
随想録エンディングテーマ「夕凪に願いを」
作詞 - 上園彩結音 / 作曲・編曲 - 四月朔日義昭
薄桜鬼 黎明録
オープニングテーマ「風遙か」
作詞 - 上園彩結音 / 作曲・編曲 - 小野貴光
エンディングテーマ「今日の永遠」
作詞 - 上園彩結音 / 作曲 - 浅野高弘 / 編曲 - chokix / 歌 - mao
エピローグテーマ「消えない虹」
作詞 - 上園彩結音 / 作曲・編曲 - 小野貴光
薄桜鬼 黎明録 ポータブル
オープニングテーマ「光彼方」
作詞 - 上園彩結音 / 作曲・編曲 - 四月朔日義昭
エンディングテーマ「悠久の夜明け」
作詞 - 上園彩結音 / 作曲 - 上野義雄 / 編曲 - 安瀬聖
薄桜鬼 黎明録 DS
オープニングテーマ「夢さやか」
作詞 - 上園彩結音 / 作曲 - 小野貴光 / 編曲 - 岩垂徳行
エンディングテーマ「祈り降るなら」
作詞 - 磯谷佳江 / 作曲・編曲 - 安瀬聖 / 歌 - mao
薄桜鬼 黎明録 名残り草
オープニングテーマ「遙かな稲妻」
作詞 - 上園彩結音 / 作曲 - 浅野高弘 / 編曲 - 多田彰文
エンディングテーマ「風は憶えてる」
作詞 - 上園彩結音 / 作曲・編曲 - 四月朔日義昭 / 歌 - ヲタみん
薄桜鬼 幕末無双録
メインテーマ「桜花の如く」
作詞 - 磯谷佳江 / 作曲・編曲 - 四月朔日義昭 / 歌 - mao
エンディングテーマ「太陽が生まれる場所」
作詞 - 上園彩結音 / 作曲 - 上野義雄 / 編曲 - 安瀬聖
挿入歌「闘花伝」
作詞 - 磯谷佳江 / 作曲・編曲 - 黒須克彦 / 歌 - mao
挿入歌「想い出回廊」
作詞 - 磯谷佳江 / 作曲・編曲 - 安瀬聖 / 歌 - mao
挿入歌「決戦ノ刻」
作詞 - 磯谷佳江 / 作曲・編曲 - 小野貴光
挿入歌「祈り結び」
作詞 - 磯谷佳江 / 作曲 - 小野貴光 / 編曲 - 戸田章世
薄桜鬼 懐古録（iOS＆Android用アプリ）
オープニングテーマ「夢待ちの季節」
作詞 - 上園彩結音 / 作曲 - 三浦誠司 / 編曲 - 安瀬聖
エンディングテーマ「虹織る調べ」
作詞 - 上園彩結音 / 作曲 - 霜月はるか / 編曲 - 戸田章世
薄桜鬼 鏡花録
オープニングテーマ「桜の轍」
作詞 - 上園彩結音 / 作曲 - 小野貴光 / 編曲 - 四月朔日義昭
エンディングテーマ「永い余白を越えて」
作詞 - 上園彩結音 / 作曲 - 増谷賢 / 編曲 - 安瀬聖
薄桜鬼SSL ～sweet school life～
オープニングテーマ「予感」
作詞 - 磯谷佳江 / 作曲・編曲 - 鶴由雄
エンディングテーマ「水彩グラデーション」
作詞 - 磯谷佳江 / 作曲・編曲 - 鶴由雄
薄桜鬼 for iOS & Android
オープニングテーマ「白き誓い」
作詞 - 上園彩結音 / 作曲 - 上野義雄 / 編曲 - 長田直之
エンディングテーマ「優しさの隣で」
作詞 - 上園彩結音 / 作曲 - 吉岡亜衣加 / 編曲 - 戸田章世
アニメ「薄桜鬼」ドラマCD
テーマソング「天ノ華（そらのはな）」
作詞 - 森由里子 / 作曲・編曲 - 鶴由雄
薄桜鬼 ドラマCD ～寒桜絵巻～
テーマソング「ひとひら花便り」
作詞 - 上園彩結音 / 作曲・編曲 - 鶴由雄
薄桜鬼 ドラマCD ～会津隠密帳～
テーマソング「刻の透かし絵」
作詞 - 上園彩結音 / 作曲 - 鶴由雄 / 編曲 - 戸田章世
薄桜鬼 ドラマCD ～新選組鬼譚～
テーマソング「飛沫の花」
作詞 - 上園彩結音 / 作曲・編曲 - 四月朔日義昭
薄桜鬼 ドラマCD ～近藤さんの悩みの種～
テーマソング「最涯ての地図」
作詞 - 上園彩結音 / 作曲 - 小野貴光 / 編曲 - 戸田章世
裏語 薄桜鬼
オープニングテーマ「暁闇」
作詞 - 森由里子 / 作曲 - 上野義雄 / 編曲 - chokix
エンディングテーマ「久遠ノ光」
作詞 - 森由里子 / 作曲 - Yu / 編曲 - 安瀬聖
裏語 薄桜鬼～暁の調べ～
オープニングテーマ「蒼き隼が如く」
作詞 - 森由里子 / 作曲 - 上野義雄 / 編曲 - 長田直之
「恋慕綴り」エンディングテーマ「こひぶみ紙風船」
作詞 - 森由里子 / 作曲・編曲 - 戸田章世
「黎明の轍」エンディングテーマ「揺るぎなきもの」
作詞 - 森由里子 / 作曲 - 吉岡亜衣加 / 編曲 - 戸田章世
薄桜鬼 随想録 面影げ花
オープニングテーマ 「風光る結晶」
作詞 - 上園彩結音 / 作曲・編曲 - 戸田章世
エンディングテーマ「星と真珠と夢と」
作詞 - 上園彩結音 / 作曲 - 小野貴光 / 編曲 - 戸田章世
薄桜鬼 黎明録 思馳せ空
オープニングテーマ「星篝り」
作詞 - 上園彩結音 / 作曲 - 小野貴光 / 編曲 - 玉木千尋
エンディングテーマ「願い雫」
作詞 - 上園彩結音 / 作曲・編曲 - 長田直之 / 歌 - mao
薄桜鬼 真改 風ノ章
オープニングテーマ「瑠璃ノ空ヘ」
作詞 - 森由里子 / 作曲 - 小野貴光 / 編曲 - 玉木千尋
エンディングテーマ「常盤火」
作詞 - 森由里子 / 作曲 - 小野貴光 / 編曲 - 玉木千尋
薄桜鬼 真改 華ノ章
オープニングテーマ「嵐の中で咲く華」
作詞 - 森由里子 / 作曲 - 小野貴光 / 編曲 - 玉木千尋
エンディングテーマ「命ノ相聞歌」
作詞 - 森由里子 / 作曲 - 小野貴光 / 編曲 - 玉木千尋
薄桜鬼 遊戯録 隊士達の大宴会
オープニングテーマ「アコガレ玉手箱」
作詞 - 上園彩結音 / 作曲・編曲 - 折倉俊則
エンディングテーマ「くす玉ハート」
作詞 - 上園彩結音 / 作曲・編曲 - 折倉俊則
挿入歌「逆転のウヱーブ」
作詞 - 上園彩結音 / 作曲・編曲 - 折倉俊則
薄桜鬼 真改 風華伝
オープニングテーマ「一心 ～地の涯まで～」
作詞 - 森由里子 / 作曲 - 小野貴光 / 編曲 - 玉木千尋
薄桜鬼 真改 月影ノ抄
オープニングテーマ「想ノ舟」
作詞 - 磯谷佳江 / 作曲 - 小野貴光 / 編曲 - 玉木千尋
エンディングテーマ「微笑みのほとり」
作詞 - 磯谷佳江 / 作曲 - 小野貴光 / 編曲 - 玉木千尋
薄桜鬼 真改 銀星ノ抄
オープニングテーマ「願ノ河」
作詞 - 磯谷佳江 / 作曲 - 小野貴光 / 編曲 - 玉木千尋
エンディングテーマ「星の咲く道で」
作詞 - 磯谷佳江 / 作曲 - 小野貴光 / 編曲 - 玉木千尋
薄桜鬼 真改 黎明録
オープニングテーマ「絆火燃ゆ（きずなびもゆ）」
作詞 - 磯谷佳江 / 作曲・編曲 - 小野貴光
エンディングテーマ「夢燈りの空（ゆめともりのそら）」
作詞 - 磯谷佳江 / 作曲・編曲 - 小野貴光
挿入歌「消えない虹」（既存曲）
作詞 - 上園彩結音 / 作曲・編曲 - 小野貴光
薄桜鬼 真改 天雲ノ抄
オープニングテーマ「花霞」 
作詞 - 磯谷佳江 / 作曲・編曲 - 小野貴光
エンディングテーマ「雲の果たてに」
作詞 - 磯谷佳江 / 作曲・編曲 - 小野貴光
薄桜鬼 真改 万葉ノ抄
オープニングテーマ「帰心～万世に願ふ～」 
作詞・作曲 - 吉岡亜衣加 / 編曲 - 洞澤徹

## 商品

### 「薄桜鬼 ～新選組奇譚～」シリーズ
薄桜鬼 ～新選組奇譚～
PS2版：2008年9月18日発売 / PSP版：2009年8月27日発売 / GREE版：2010年12月20日発売 / GREEスマホ版：2011年8月31日発売 / ヤマダゲーム版：2014年3月10日発売。
「薄桜鬼」シリーズ最初の製品。本作は以降の作品における本編にあたり、文久3年12月から元治年間を経て慶応4年（1864年1月から1868年）にかけての物語が描かれる。また、本作『薄桜鬼 ～新選組奇譚～』と、続く『薄桜鬼 随想録』『薄桜鬼 黎明録』の3作品でシリーズの主軸を構成している。
薄桜鬼 随想録
PS2版：2009年8月27日発売 / PSP版：2010年8月26日発売 / DS版：2011年2月17日発売。
ファンディスク。『薄桜鬼 ～新選組奇譚～』で語られなかった出来事を、主人公の雪村千鶴が随想する形で収録されたショートストーリー集。
薄桜鬼 巡想録
PS3版：2010年6月17日発売。
『薄桜鬼 ～新選組奇譚～』と『薄桜鬼 随想録』を1本にまとめたもの。グラフィックの向上、立ち絵が動く「AAS（アクティブアニメーションシステム）」などPS3ならではの要素が追加されている。
薄桜鬼 黎明録
PS2版：2010年10月28日発売 / PSP版：2011年7月28日発売 / DS版：2012年4月26日発売 / PS3版（名残り草）：2012年6月28日発売。
男性主人公、井吹龍之介の視点で描かれた物語であり、カテゴリーは歴史アドベンチャーとなっている。前半と後半で時系列が異なっている。前半は文久3年2月（1863年3月）に始まり、『薄桜鬼 ～新選組奇譚～』以前の物語が描かれ、芹沢鴨・新見錦が登場。後半では『薄桜鬼 ～新選組奇譚～』とほぼ同じ時系列で話がすすめられる。これまでのシリーズに無かった立ち絵・キャラクターボイスも収録されており、エンド後に追加される十六夜挿話には雪村千鶴も登場する。
薄桜鬼 DS / 3D
Nintendo DS版：2010年3月18日発売 / 3DS版：2011年11月24日発売。
『薄桜鬼 ～新選組奇譚～』の各移植版。DS版には「新選組質疑試合」というクイズが追加されており、新選組やゲーム内容に関する質問を対戦形式で答えていき、勝利すればスペシャルなボイスが手に入る。3DS版では3Dカメラを使って撮影した画像に、薄桜鬼オリジナルの3Dフレームを重ねて遊べる「立ち絵ほとがら館」を搭載。
薄桜鬼 遊戯録
PSP版：2010年5月13日発売 / DS版：2011年4月28日発売。
ミニゲーム集・第1弾。DS版にはミニゲーム「歌留多」が追加され、集めたCGとボイスをギャラリーで試聴することができる。
薄桜鬼 遊戯録弐 祭囃子と隊士達
PSP版：2012年10月18日発売。
ミニゲーム集・第2弾。
薄桜鬼 幕末無双録
PSP版：2012年3月22日発売。
『薄桜鬼 ～新選組奇譚～』をモチーフにしたアクションゲームで、主人公は土方歳三。プレイヤーは薄桜鬼に登場する新選組の隊士としてゲームを進めていく。
裏語 薄桜鬼
PSP版：2013年6月27日発売。
「薄桜鬼」のif要素を含んだオリジナルストーリーとなっており、主人公は霧島梢。メインキャラクターも一新されている。
薄桜鬼 鏡花録
PS Vita版：2013年12月19日発売。
『薄桜鬼 ～新選組奇譚～』の移植版。
薄桜鬼 for iOS & Android
スマートフォン版：2014年3月6日発売。
『薄桜鬼 ～新選組奇譚～』に新規シナリオとスチルを加えた移植版。
裏語 薄桜鬼 ～暁の調べ～
PSP版：2014年8月7日発売。
「薄桜鬼」のif要素を含んだオリジナルストーリーとなっており、薄桜鬼のキャラクターは攻略対象ではない。
薄桜鬼SSL ～sweet school life～
PS Vita版：2014年3月27日発売。
「薄桜鬼」シリーズの登場人物たちと現代で学園生活を楽しめるアドベンチャーゲーム。
薄桜鬼 随想録 面影げ花
PS Vita版：2015年2月19日発売。
『薄桜鬼 随想録』の移植版。
薄桜鬼 黎明録 思馳せ空
PS Vita版：2015年7月2日発売。
『薄桜鬼 黎明録』の移植版。

### 「薄桜鬼 真改」シリーズ
薄桜鬼 真改 風ノ章
PS Vita版：2015年9月25日発売 / Steam版（Windows対応）2017年8月25日発売。
これまでの「薄桜鬼」シリーズの総括となる作品として『薄桜鬼 ～新選組奇譚～』をリメイクした前篇。ストーリーは、雪村千鶴と新選組の面々との出会いから鳥羽・伏見の戦いまでを描く。既存の6名の攻略キャラに加え、永倉・山南・山崎を攻略可能とし、新規攻略キャラクター3名を新たに追加した。ストーリーの再構成やBGM・キャラクターの衣装などが新しくなり、彩色も一新された。Steam版では攻略対象キャラクターを選択して物語を進めることが出来る。
薄桜鬼 真改 華ノ章
PS Vita版：2016年6月16日発売 / Steam版（Windows対応）2018年3月15日発売。
2015年に発売した前作『薄桜鬼 真改 風ノ章』の後篇。このソフトの発売と共に、「風ノ章」と「華ノ章」の連動購入特典でダウンロードコンテンツが期間限定で無料配信された（2016年6月16日から2016年8月15日まで）。「風ノ章」では、斎藤一・藤堂平助・原田左之助・永倉新八・山崎烝・伊庭八郎のミニエピソード各6話とコンプリートCG1枚。「華ノ章」では、土方歳三・沖田総司・山南敬助・相馬主計・坂本龍馬・風間千景のミニエピソード各6話とコンプリートCG1枚がダウンロードコンテンツの内容となっている。
薄桜鬼 遊戯録 隊士達の大宴会
PS Vita版：2016年11月17日発売。
『薄桜鬼 遊戯録』『薄桜鬼 遊戯録弐 祭囃子と隊士達』の移植版。追加要素として『遊戯録 隊士達の大宴会』を収録。
薄桜鬼 真改 風華伝
PS4版：2017年7月13日発売。
2015年・2016年にPS Vita版で発売された『薄桜鬼 真改 風ノ章』と『薄桜鬼 真改 華ノ章』を1本にまとめたもの。2作の連動購入特典だった期間限定ダウンロードコンテンツも収録されている。
薄桜鬼 真改 風華伝 for Nintendo Switch
Nintendo Switch版：2018年9月6日発売。
『薄桜鬼 真改 風華伝』の移植版。
薄桜鬼 真改 for iOS & Android
スマートフォン版：2018年12月12日発売。
『薄桜鬼 真改 風ノ章』『薄桜鬼 真改 華ノ章』の各移植版。画面タップで読み進めるノベル型恋愛ゲームアプリ。
薄桜鬼 真改 月影ノ抄
Nintendo Switch版・Nintendo Switch Lite版：2019年9月26日発売。
『薄桜鬼 真改 風華伝 for Nintendo Switch』の物語を軸とし、本編の裏側や隙間を描く完全新作。攻略対象を6人ずつに分けた2部構成の1作目。本作の攻略対象は土方歳三・沖田総司・山南敬助・山崎烝・伊庭八郎・風間千景の6人。
薄桜鬼 真改 銀星ノ抄
Nintendo Switch版・Nintendo Switch Lite版：2020年7月30日発売。
「月影ノ抄」と2部構成の2作目。本作の攻略対象は斎藤一・藤堂平助・原田左之助・永倉新八・相馬主計・坂本龍馬の6人。
薄桜鬼 真改 黎明録
Nintendo Switch版・Nintendo Switch Lite版：2021年8月26日発売。
2010年に発売された『薄桜鬼 黎明録』の移植版。「薄桜鬼 真改」の要素と、新規シナリオ「文久心覚え」など新要素が追加されている。
薄桜鬼 真改 天雲ノ抄
Nintendo Switch版・Nintendo Switch Lite版：2022年10月6日発売。
新選組が最も活躍した京を舞台に「薄桜鬼 真改」本編では語られなかった数々の事件を取り上げ、彼らの青春や想い出が紡がれる。
薄桜鬼SSL ～sweet school life～ for Nintendo Switch
Nintendo Switch版・Nintendo Switch Lite版：2023年6月15日発売。
『薄桜鬼SSL ～sweet school life～』の移植版。
薄桜鬼 真改 万葉ノ抄
Nintendo Switch版・Nintendo Switch Lite版：2023年8月10日発売。
『薄桜鬼 随想録』から「薄桜鬼 真改」へと組み込まれなかった日常物語や追加物語、そして他コンテンツにて製作された「薄桜鬼」のスピンオフ物語の数々をひとつにまとめたファンディスク。
薄桜鬼 真改 遊戯録 隊士達の大宴会 for Nintendo Switch
Nintendo Switch版・Nintendo Switch Lite版：2024年3月28日発売。
『薄桜鬼 遊戯録 隊士達の大宴会』の移植版。

### 「薄桜鬼 ～新選組奇譚～」以外のソフトウェア
B's-LOG パーティー
PSP版：2010年5月20日発売。
メーカーやブランドを越えて薄桜鬼を含む乙女ゲーム4作品から一部キャラクターが登場する。内容はすごろくゲーム。ほかにも様々なミニゲームが用意されている。1位を取ることで得られるポイントを貯めるとスペシャルボイスが交換できる。

### 「薄桜鬼 ～新選組奇譚～」以外のブラウザゲーム
薄桜鬼スタンプリー
SP版：2012年5月1日発売。
SP用のブラウザゲーム。提供はインフォ・クエスト。キャラクターとの交流や、スタンプと称される画像のコレクションを目的とする。テレビアニメとのコラボレーションタイトルで、2012年12月17日サービス終了。
薄桜鬼 士道演戯
PC版：2016年11月1日発売。
PC用のブラウザゲーム。配信元はDMM.com、提供はデジタルクエスト。基本プレイ無料のアイテム課金制で、過去シリーズのシナリオを読めた。物語を読むには“物語の鍵”が必要で、“対決”（カードバトル）の勝利報酬やのログインボーナスなどで得られる。会話分岐はなく、攻略キャラクターを選ぶことでそのルートのシナリオが提供された。2017年10月31日サービス終了。

### 書籍
関連書籍
特記なき場合、KADOKAWA、アスキー・メディアワークス、エンターブレイン刊。原画集は一二三書房刊。イラストはカズキヨネ他。
- 薄桜鬼 ～新選組奇譚～ 公式イラストブック 百花繚乱（2009年3月11日発売）ISBN 978-4048675154
- 薄桜鬼 ～新選組奇譚～ ストーリーブック 上巻（2009年3月28日発売）
- 薄桜鬼 ～新選組奇譚～ ストーリーブック 下巻（2009年5月25日発売）
- 薄桜鬼 原画集（2009年8月10日発売）ISBN 978-4891990312
- 薄桜鬼 随想録 原画集（2010年1月29日発売）
- 薄桜鬼 公式物語絵巻 桜花風塵（2010年3月27日発売）ISBN 978-4048684910
- 薄桜鬼 随想録 ストーリーブック 上巻（2010年3月31日発売）
- 薄桜鬼 随想録 ストーリーブック 下巻（2010年3月31日発売）ISBN 978-4047264731
- TVアニメ 薄桜鬼 第一期ファンブック 薄桜鬼 京都残照（2010年9月30日発売）
- 薄桜鬼 ～新選組奇譚～ 公式設定集 追想録（2010年12月1日発売）ISBN 978-4047264748
- 薄桜鬼 黎明録 原画集（2011年2月14日発売）
- TVアニメ 薄桜鬼 碧血録ファンブック 薄桜鬼 碧血録 春月散華（2011年2月28日発売）
- 薄桜鬼 黎明録 ストーリーブック 上巻（2011年4月1日発売）
- 薄桜鬼 黎明録 ストーリーブック 中巻（2011年4月1日発売）
- 薄桜鬼 黎明録 ストーリーブック 下巻（2011年4月1日発売）ISBN 978-4047272118
- 薄桜鬼 Vol.1 土方歳三篇（2011年4月30日発売）
- 薄桜鬼 Vol.2 沖田総司篇（2011年5月31日発売）
- 薄桜鬼 Vol.3 斎藤一篇（2011年6月30日発売）
- 薄桜鬼 Vol.4 藤堂平助篇（2011年7月30日発売）
- 薄桜鬼 Vol.5 原田左之助篇（2011年8月31日発売）
- 薄桜鬼 Vol.6 風間千景篇（2011年9月30日発売）ASIN B005POI9D6
- 薄桜鬼 原画集 追想絵巻（2011年8月10日発売）ISBN 978-4891990671
- アニメ薄桜鬼 雪華録 公式ビジュアルガイド 薄桜鬼 雪華録（2012年2月28日発売）
- 薄桜鬼公式大全集（2012年7月10日発売）ISBN 978-4048864282
- TVアニメ薄桜鬼 黎明録ファンブック 薄桜鬼 黎明録 曙光鮮烈（2012年11月30日発売）
- 薄桜鬼 原画集 追想絵巻 弐巻（2012年12月21日発売）ISBN 978-4891991326
- るるぶ薄桜鬼（2013年2月27日発売）
JTBパブリッシング刊。
- 薄桜鬼検定 検定問題222問収録（2013年8月27日発売）ISBN 978-4048917193
- 裏語 薄桜鬼 公式ファンブック 桜嵐秘話（2013年9月27日発売）
- 薄桜鬼SSL ～sweet school life～ 公式ファンブック 特別授業篇（2014年6月24日発売）
- 薄桜鬼SSL ～sweet school life～ 公式ストーリーブック 放課後篇（2014年7月9日発売）
- 薄桜鬼SSL ～sweet school life～ 原画集（2014年9月26日発売）ISBN 978-4891992514
- 薄桜鬼SSL ～sweet school life～ 公式フォトブック（2015年9月17日発売）
- 薄桜鬼 真改 風華大全（2016年7月16日発売）ISBN 978-4048658010
- 薄桜鬼 真改 風ノ章 原画集（2016年10月28日発売）ISBN 978-4891994129
- 薄桜鬼 真改 華ノ章 原画集（2016年12月22日発売）ISBN 978-4891994174
- るるぶ 薄桜鬼 完全版（2017年3月23日発売）ISBN 978-4533116735
JTBパブリッシング刊。
- 薄桜鬼Walker～if～ ウォーカームック（2018年6月8日発売）ISBN 978-4048963121
- 薄桜鬼 十周年記念本 ～桜花爛漫～（2018年6月9日発売）ISBN 978-4048938587
- 薄桜鬼 真改 月影ノ抄/銀星ノ抄 公式ビジュアルファンブック 月下星覧（2020年11月30日発売）ISBN 978-4047335127

CD付き書籍
監修はアイディアファクトリー・デザインファクトリーで、一二三書房刊。イラストはカズキヨネ。
- オトメイトCDBOOK 薄桜鬼 ～新選組奇譚～（2010年3月19日発売）ISBN 978-4891990404
- オトメイトCDBOOK 薄桜鬼 ～新選組奇譚～ 第弐巻 （2011年10月21日発売）
- 薄桜鬼 名言録（2011年12月22日発売）
- 薄桜鬼 名言録 弐（2012年6月22日発売）ISBN 978-4891991081
- キャラクタードラマCDBOOK 薄桜鬼 壱巻 土方歳三編&沖田総司編（2012年7月27日発売）
- キャラクタードラマCDBOOK 薄桜鬼 弐巻 斎藤一編&藤堂平助編（2012年8月24日発売）
- キャラクタードラマCDBOOK 薄桜鬼 参巻 原田左之助編&風間千景編（2012年8月24日発売）
- オトメイト応援CD 薄桜鬼 斎藤一編（2013年9月6日発売）ISBN 978-4891992019
- キャラクタードラマCDBOOK 薄桜鬼 肆巻 土方歳三編&沖田総司編（2013年10月25日発売）
- キャラクタードラマCDBOOK 薄桜鬼 伍巻 斎藤一編&藤堂平助編（2013年12月6日発売）
- キャラクタードラマCDBOOK 薄桜鬼 陸巻 原田左之助編&風間千景編（2013年12月6日発売）ISBN 978-4891992217
- オトメイト応援CD 薄桜鬼 沖田総司編（2013年12月24日発売）

漫画
特記なき場合、監修はアイディアファクトリー・デザインファクトリー。
- 薄桜鬼 巡恋華 壱（2010年3月23日発売）
- 薄桜鬼 巡恋華 弐（2010年10月22日発売）ISBN 978-4048689847
作画 - 暁かおり、篠原花那、RURU、錐もち
アスキー・メディアワークス刊、『シルフ』にて2009年9月より連載。攻略ルートごとの短編集。
- 薄桜鬼 一（2010年5月31日発売）
- 薄桜鬼 二（2011年2月28日発売）
- 薄桜鬼 三（2012年3月1日発売）
- 薄桜鬼 四（2013年9月30日発売）ISBN 978-4047291430
作画 - 二宮サチ
エンターブレイン刊、ゲームのシナリオを漫画化したもの。
- 薄桜鬼 巻之壱（2010年9月22日発売）
- 薄桜鬼 巻之弐（2011年2月22日発売）
- 薄桜鬼 巻之参（2011年7月22日発売）
- 薄桜鬼 巻之四（2011年10月22日発売）ISBN 978-4048708906
作画 - ひらく椥 / 監修 - 「薄桜鬼」「薄桜鬼 碧血録」製作委員会
アスキー・メディアワークス刊、テレビアニメを原作とする。
- 薄桜鬼 雪華録（2012年2月22日発売）ISBN 978-4048863988
作画 - 篠原花那 / 監修 - 「薄桜鬼 雪華録」製作委員会
アスキー・メディアワークス刊、OVAを原作とする。
- 薄桜鬼 黎明録 壱（2012年6月22日発売）
- 薄桜鬼 黎明録 弐（2012年11月22日発売）
- 薄桜鬼 黎明録 参（2013年6月22日発売）ISBN 978-4048917858
作画 - 暁かおり / 監修 - 「薄桜鬼 黎明録」製作委員会
アスキー・メディアワークス刊、テレビアニメを原作とする。
- 薄桜鬼SSL ～sweet school life～ 1（2014年3月22日発売）
- 薄桜鬼SSL ～sweet school life～ 2（2014年9月22日発売）ISBN 978-4048668767
作画 - ミカサ
アスキー・メディアワークス刊、スピンオフの学園パロディ。
- 薄桜鬼 真改（2017年9月12日発売）ISBN 978-4821134717
作画 - にかわ柚生 / 原作・原案 - オトメイト
ぶんか社刊、真改を原作とする。

小説
- 薄桜鬼 壱（2011年1月17日発売）
- 薄桜鬼 弐（2011年3月14日発売）
- 薄桜鬼 参（2011年5月14日発売）
- 薄桜鬼 四（2011年7月15日発売）ISBN 978-4047273719
- 薄桜鬼 雪華録 ～宵～（2012年3月15日発売）
- 薄桜鬼 雪華録 ～明～（2012年8月10日発売）ISBN 978-4047282957
- 薄桜鬼 黎明録 壱 （2012年10月15日発売）
- 薄桜鬼 黎明録 弍 （2013年 1月15日発売）ISBN 978-4047285903
著 - 矢島さら / 挿画 - 冨士原良 / 編集 - ビーズログ文庫編集部
エンターブレイン刊、テレビアニメとOVAを原作とする。
- 薄桜鬼 斎藤一編 第一巻（2015年5月20日発売）
- 薄桜鬼 斎藤一編 第二巻（2015年9月2日発売）
- 薄桜鬼 斎藤一編 第三巻（2016年6月20日発売）
- 薄桜鬼 斎藤一編 第四巻（2018年3月3日発売）ISBN 978-4891994396
著 - 長野和泉 / 挿画 - Rei / 編集 - 一二三書房編集部
一二三書房刊（オトメイトノベル）、ゲームのシナリオライターによる書下ろし。

アンソロジー
特記なき場合、「薄桜鬼」「薄桜鬼 雪華録」「薄桜鬼 黎明録」各製作委員会の著作で、エンターブレイン刊。
- 薄桜鬼アンソロジー 紅（2009年8月31日発売）
- 薄桜鬼アンソロジー 蒼 （2009年10月1日発売）ISBN 978-4047260634
- 薄桜鬼 アンソロジー 沖田・原田・風間編（2011年2月28日発売）
- 薄桜鬼 アンソロジー 土方・齊藤・藤堂編（2011年2月28日発売）
- 薄桜鬼 千恋抄（2011年8月22日発売）ISBN 978-4048705349
著 - 岸和田ロビン、ひらく椥 / 原著 - 「薄桜鬼」製作委員会
アスキー・メディアワークス刊。
- 薄桜鬼アンソロジー 焔（2011年10月1日発売）
- 薄桜鬼アンソロジー 凛（2011年10月1日発売）ISBN 978-4047275591
- 薄桜鬼 雪華録 アンソロジー 玲瓏（2011年12月29日発売）
- 薄桜鬼 雪華録 アンソロジー 蒼穹（2012年2月1日発売）ISBN 978-4047278134
- 薄桜鬼 黎明録 珠恋想（2012年10月22日発売）ISBN 978-4048910279
- 薄桜鬼 黎明録 アンソロジー 閃（2012年12月1日発売）
- 薄桜鬼 黎明録 アンソロジー 煉（2012年12月28日発売）ISBN 9784047285576

絵ノベル
- 絵ノベル 薄桜鬼（2014年7月29日発売）
パピレスの電子貸本Renta!で配信されている[61]、ゲームをシナリオ化し、物語の背景やキャラクター画像などストーリーに付随したビジュアルと共に常時表示するビジュアル電子書籍[注釈 4]。

### モバイル
#提携・コラボレーション作品も参照
キャラクター全6種のスマートフォンアプリ
- 薄桜鬼 待受絵草子（2011年9月11日発売）
- 薄桜鬼 待受絵草子 冬ノ巻（2011年12月13日発売）
- 薄桜鬼 待受絵草子 春ノ巻（2011年2月21日発売）
- 薄桜鬼 待受絵草子 追加ボイス（2012年1月31日発売）
- 薄桜鬼 待受絵草子 夏ノ巻（2012年4月14日発売）
- 薄桜鬼 待受絵草子 秋ノ巻（2012年9月7日発売）

ショートストーリーのスマートフォンアプリ
- 薄桜鬼 懐古録 巻ノ一（2013年4月21日発売）
- 薄桜鬼 懐古録 巻ノ二（2013年4月21日発売）
- 薄桜鬼 懐古録 巻ノ三（2013年6月5日発売）
- 薄桜鬼 懐古録 巻ノ四（2013年6月5日発売）
- 薄桜鬼 懐古録 巻ノ五（2013年7月17日発売）
- 薄桜鬼 懐古録 巻ノ六（2013年7月17日発売）
- 薄桜鬼 懐古録 巻ノ七（2013年8月22日発売）
- 薄桜鬼 懐古録 巻ノ八（2013年8月22日発売）
- 薄桜鬼 懐古録 巻ノ九（2013年10月23日発売）
- 薄桜鬼 懐古録 巻ノ十（2013年10月23日発売）

スマートフォン用のツールアプリ
- オトメイトちびキャラダイアリー 薄桜鬼（2013年12月19日発売）
- LINEスタンプ 薄桜鬼（2014年3月13日発売）
- 薄桜鬼 時告絵巻（2018年12月17日発売）

他、各種きせかえなどのアプリが配信されている。

### CD
音楽CD
レーベルはティームエンタテインメント。ミュージカル作品はマーベラス。サウンドトラックの作曲は主に金子憲次。
- 薄桜鬼 ～新選組奇譚～ オリジナルサウンドトラック（2008年10月1日発売）
- 薄桜鬼 回奏録 上（2009年7月1日発売）
- 薄桜鬼 回奏録 下（2009年7月22日発売）
- 薄桜鬼 ～音声奏曲集～（2009年12月2日発売）
- アニメ「薄桜鬼」キャラクターCD 幕末花風抄
  - 土方歳三（2010年5月26日発売）
  - 沖田総司（2010年5月26日発売）
  - 斎藤一（2010年6月9日発売）
  - 原田左之助（2010年6月9日発売）
  - 藤堂平助（2010年6月23日発売）
  - 風間千景（2010年6月23日発売）
  - 雪村千鶴（2010年9月1日発売）※アニメイト専売商品
  - 近藤勇・山南敬助（2010年11月10日発売）
  - 永倉新八・山崎烝（2010年11月24日発売）
- 薄桜鬼 黎明録 オリジナルサウンドトラック（2010年11月24日発売）
- アニメ「薄桜鬼」オリジナル・サウンドトラック ～息吹の天～（2010年7月7日発売）
- アニメ「薄桜鬼」オリジナル・サウンドトラック ～動乱の天～（2010年12月22日発売）
- 薄桜鬼 オルゴールCD ～奏鳴録～
  - 第一巻（2011年2月23日発売）
  - 第二巻（2011年4月6日発売）
  - 第三巻（2013年3月20日発売）
- 薄桜鬼 黎明録 キャラクターCD 幕末暁月抄
  - 土方歳三・芹沢鴨（2011年4月13日発売）
  - 沖田総司・井吹龍之介（2011年5月11日発売）
  - 原田左之助・永倉新八（2011年6月8日発売）
  - 斎藤一・藤堂平助（2011年7月6日発売）
- アニメ「薄桜鬼」「薄桜鬼 碧血録」 ボーカルベスト ～桜詠録～（2012年10月10日発売）
- 裏語 薄桜鬼 オリジナルサウンドトラック（2013年7月24日発売）
- ミュージカル「薄桜鬼」
  - 斎藤一 篇（2013年9月18日発売）
  - 沖田総司 篇（2013年9月18日発売）
  - 土方歳三 篇（2014年3月5日発売）
  - HAKU-MYU LIVE（2014年5月14日発売）
  - 風間千景 篇（2015年1月7日発売）
  - 藤堂平助 篇（2015年12月23日発売）
  - 黎明録（2015年12月23日発売）
- 薄桜鬼&AMNESIAコンサート2014 in ZEPP TOKYO Live（2015年3月4日発売）
- 薄桜鬼 音絵巻 ～ノンストップDJミックスCD～（2015年9月9日発売）
- ゲーム「薄桜鬼」 オープニングベスト ～歌響集～（2018年6月6日発売）
- ゲーム「薄桜鬼」 エンディングベスト ～歌響集～（2019年5月29日発売）

デジタルサウンドトラック
レーベルはティームエンタテインメント
- 薄桜鬼 オリジナルサウンドトラック（Digital album）
- 薄桜鬼 黎明録 オリジナルサウンドトラック（Digital album）
- 薄桜鬼 随想録 オリジナルサウンドトラック（Digital album）
- 薄桜鬼 遊戯録 オリジナルサウンドトラック（Digital album）
- 薄桜鬼 幕末無双録 オリジナルサウンドトラック（Digital album）
- 裏語 薄桜鬼 オリジナルサウンドトラック（Digital album）
- 裏語 薄桜鬼 ～暁の調べ～ オリジナルサウンドトラック（Digital album）
（2018年12月19日に一斉発売）

ドラマCD
レーベルはティームエンタテインメント。
- 薄桜鬼 ドラマCD ～新選組捕物控～ 前編（2009年3月11日発売）
- 薄桜鬼 ドラマCD ～新選組捕物控～ 後編（2009年3月25日発売）
- 薄桜鬼 ドラマCD ～若殿道中記～（2009年6月17日発売）
- 薄桜鬼 ドラマCD ～千鶴誘拐事件帳～（2009年12月23日発売）
- 薄桜鬼 ドラマCD ～島原騒動記～（2010年3月31日発売）
- アニメ「薄桜鬼」ドラマCD ～星夜の想い～（2010年10月27日発売）
- アニメ「薄桜鬼」ドラマCD ～改名秘帖録～（2010年12月8日発売）
- 薄桜鬼 黎明録 ドラマCD ～龍之介淡恋秘話～（2011年4月6日発売）
- 薄桜鬼 ドラマCD ～寒桜絵巻～（2011年12月14日発売）
- 薄桜鬼 ドラマCD ～会津隠密帳～（2012年11月7日発売）
- 薄桜鬼 ドラマCD ～新選組鬼譚～（2012年12月5日発売）
- 薄桜鬼 ドラマCD ～近藤さんの悩みの種～（2013年5月22日発売）
- 薄桜鬼 ドラマCD ～妖刀始末記～（2014年4月23日発売）
- 薄桜鬼 ドラマCD ～偽物騒動記～（2014年5月28日発売）
- 裏語 薄桜鬼 ドラマCD ～立待月騒動～（2014年9月24日発売）
- 薄桜鬼 真改 ドラマCD ～大江戸邂逅録～（2016年5月25日発売）
- 薄桜鬼 真改 ドラマCD ～相馬厄難物語～（2016年6月29日発売）
- 薄桜鬼 真改 ドラマCD ～珍客逗留始末～（2016年7月27日発売）
- 薄桜鬼 真改 ドラマCD ～見廻組騒動録～（2016年8月31日発売）
- 薄桜鬼 真改 ドラマCD ～山南過去想起～（2016年9月28日発売）

ラジオ・トークCD
- 薄桜鬼&アニメ店長 コラボレーションDJCD 2009夏（2009年8月）※アニ店特急 限定版・通常版
- 薄桜鬼通信WEBラジオ 新選組通信録 第一集・第二集（2009年10月29日発売）
- 薄桜鬼通信WEBラジオ 新選組通信録 第三集・第四集（2010年1月22日発売）
- 薄桜鬼通信WEBラジオ 新選組通信録 第五集（2010年4月22日発売）
- 薄桜鬼通信WEBラジオ 新選組通信録 第六集（2010年5月20日発売）
- 薄桜鬼通信WEBラジオ 新選組通信録 出張版 上洛編（2010年5月20日発売）
- 薄桜鬼通信WEBラジオ 新選組通信録 第七集（2010年7月22日発売）
- 薄桜鬼通信WEBラジオ 新選組通信録 第八集（2010年8月19日発売）
- 薄桜鬼通信WEBラジオ 新選組通信録 第九集（2010年9月16日発売）
- 薄桜鬼通信WEBラジオ 新選組通信録 第十集（2010年11月18日発売）
- 薄桜鬼通信WEBラジオ 新選組通信録 第十一集（2011年1月27日発売）
- 薄桜鬼通信WEBラジオ 新選組通信録 出張版 仙台・京都2Day's（2011年1月27日発売）
- 薄桜鬼通信WEBラジオ 新選組通信録 第十二集（2011年3月3日発売）
- DJCD 薄桜鬼集会 放送録 第一集（2011年9月28日発売）
- DJCD 薄桜鬼集会 放送録 第二集（2012年1月25日発売）
- DJCD 薄桜鬼集会 放送録 第三集（2012年2月29日発売）
- DJCD 薄桜鬼集会 放送録 第四集（2012年4月19日発売）
- DJCD 薄桜鬼集会 放送録 第五集（2012年6月14日発売）
- DJCD 薄桜鬼集会 放送録 第六集（2012年6月14日発売）
- DJCD 薄桜鬼集会 放送録 第七集（2012年7月19日発売）
- DJCD 薄桜鬼集会 放送録 第八集（2012年9月7日発売）
- DJCD 薄桜鬼集会 放送録 第九集（2012年10月26日発売）
- DJCD 薄桜鬼集会 放送録 第十集（2012年12月14日発売）
- DJCD 薄桜鬼集会 放送録 第十一集（2013年2月15日発売）
- DJCD 薄桜鬼集会 放送録 第十二集（2013年4月5日発売）
- DJCD 薄桜鬼集会 放送録 第十三集（2013年5月17日発売）
- DJCD 薄桜鬼集会 放送録 第十四集（2013年8月2日発売）
- DJCD 薄桜鬼集会 放送録 第十五集（2013年10月5日発売）
- DJCD 薄桜鬼集会 放送録 第十六集（2013年10月25日発売）
- DJCD 薄桜鬼集会 放送録 第十七集（2013年11月29日発売）
- DJCD 薄桜鬼集会 放送録 第十八集（2014年1月31日発売）
- DJCD 薄桜鬼集会 放送録 第十九集（2014年2月28日発売）
- DJCD 薄桜鬼集会 放送録 第二十集（2014年4月25日発売）
- DJCD 薄桜鬼集会 放送録 第二十一集（2014年5月16日発売）
- DJCD 薄桜鬼集会 放送録 第二十二集（2014年5月30日発売）
- DJCD 薄桜鬼集会 放送録 第二十三集（2014年6月27日発売）

### DVD
テレビアニメ
販売元はNBCユニバーサル・エンターテインメントジャパン。
- 薄桜鬼 第一巻（2010年6月23日発売）
- 薄桜鬼 第二巻（2010年7月22日発売）
- 薄桜鬼 第三巻（2010年8月25日発売）
- 薄桜鬼 第四巻（2010年9月23日発売）
- 薄桜鬼 第五巻（2010年10月22日発売）
- 薄桜鬼 第六巻（2010年11月24日発売）
- 薄桜鬼 碧血録 第一巻（2010年12月22日発売）
- 薄桜鬼 碧血録 第二巻（2011年1月26日発売）
- 薄桜鬼 碧血録 第三巻（2011年2月23日発売）
- 薄桜鬼 碧血録 第四巻（2011年4月6日発売）
- 薄桜鬼 碧血録 第五巻（2011年5月11日発売）
- 薄桜鬼 黎明録 第一巻（2012年9月26日発売）
- 薄桜鬼 黎明録 第二巻（2012年10月24日発売）
- 薄桜鬼 黎明録 第三巻（2012年11月28日発売）
- 薄桜鬼 黎明録 第四巻（2012年12月21日発売）
- 薄桜鬼 黎明録 第五巻 （2013年1月30日発売）
- 薄桜鬼 黎明録 第六巻（2013年2月27日発売）
- 薄桜鬼 DVD-SET（2013年12月25日発売）
- 薄桜鬼 碧血録 DVD-SET（2013年12月25日発売）
- 薄桜鬼 黎明録 DVD-SET（2015年10月23日発売）
- 薄桜鬼 ～御伽草子～（2016年7月13日発売）

OVA
販売元はNBCユニバーサル・エンターテインメントジャパン。
- 薄桜鬼 雪華録 第一章 ～沖田総司～（2011年8月5日発売）
- 薄桜鬼 雪華録 第二章 ～斎藤 一～（2011年8月26日発売）
- 薄桜鬼 雪華録 第三章 ～原田左之助～（2011年9月30日発売）
- 薄桜鬼 雪華録 第四章 ～藤堂平助～（2011年10月28日発売）
- 薄桜鬼 雪華録 第五章 ～土方歳三～（2011年11月25日発売）
- 薄桜鬼 雪華録 第六章 ～風間千景～（2012年6月27日発売）
- 薄桜鬼 雪華録 DVD-SET（2013年12月25日発売）
- 薄桜鬼 第一章「茅花流し、雲隠れの刻」（2021年12月24日発売）
- 薄桜鬼 第二章「宵闇、夕顔別当の燈」（2022年1月28日発売）
- 薄桜鬼 第三章「星迎え、雲漢の調べ」（2022年2月25日発売）

劇場版
販売元はNBCユニバーサル・エンターテインメントジャパン。
- 劇場版 薄桜鬼 第一章 京都乱舞（2014年2月26日発売）
- 劇場版 薄桜鬼 第二章 士魂蒼穹（2014年9月10日発売）

舞台
発売元、販売元はポニーキャニオン。
- 薄桜鬼 新選組炎舞録（2011年2月2日発売）

ミュージカル
発売元はマーベラス。販売元はアニメイト。
- ミュージカル 薄桜鬼 斎藤一 篇（2012年9月21日発売）
- ミュージカル 薄桜鬼 沖田総司 篇（2013年7月12日発売）
- ミュージカル 薄桜鬼 土方歳三 篇（2014年1月4日発売）
- ミュージカル 薄桜鬼 HAKU-MYU LIVE（2014年4月25日発売）
- ミュージカル 薄桜鬼 風間千景 篇（2014年9月19日発売）
- ミュージカル 薄桜鬼 藤堂平助 篇（2015年5月22日発売）
- ミュージカル 薄桜鬼 黎明録（2015年10月26日発売）
- ミュージカル 薄桜鬼 新選組奇譚（2016年6月8日発売）
- ミュージカル 薄桜鬼 HAKU-MYU LIVE 2（2016年12月7日発売）
- ミュージカル 薄桜鬼 原田左之助 篇（2017年8月23日発売）
- ミュージカル 薄桜鬼 志譚 土方歳三 篇（2018年8月29日発売）
- ミュージカル 薄桜鬼 志譚 風間千景 篇（2019年8月21日発売）
- ミュージカル 薄桜鬼 真改 相馬主計 篇（2021年8月18日発売）
- ミュージカル 薄桜鬼 真改 斎藤一 篇（2022年9月22日発売）
- ミュージカル 薄桜鬼 HAKU-MYU LIVE 3（2023年3月22日発売）
- ミュージカル 薄桜鬼 真改 山南敬助 篇（2023年9月6日発売）

イベント
販売元はムービック、マリン・エンタテインメント。
- 薄桜鬼 ～桜の宴～ イベントDVD（2010年8月20日発売）
- 薄桜鬼 感謝祭 ～新選組通信 出張版～（2011年4月22日発売）
- 薄桜鬼 桜の宴 2012（2012年8月31日発売）
- 薄桜鬼 桜の宴 2013（2013年9月27日発売）
- 薄桜鬼 桜の宴 2018（2018年12月20日発売）

### Blu-ray
テレビアニメ
販売元はNBCユニバーサル・エンターテインメントジャパン。
- 薄桜鬼 Blu-ray BOX（2013年11月27日発売）
- 薄桜鬼 碧血録 Blu-ray BOX（2013年12月25日発売）
- 薄桜鬼 黎明録 Blu-ray BOX（2015年10月23日発売）
- 薄桜鬼 ～御伽草子～（2016年7月13日発売）
- 薄桜鬼 Blu-ray BOX〈スペシャルプライス版〉（2022年8月31日発売）
- 薄桜鬼 碧血録 Blu-ray BOX〈スペシャルプライス版〉（2022年8月31日発売）
- 薄桜鬼 黎明録 Blu-ray BOX〈スペシャルプライス版〉（2022年8月31日発売）

OVA
販売元はNBCユニバーサル・エンターテインメントジャパン。
- 薄桜鬼 雪華録 Blu-ray BOX（2014年7月30日発売）
- 薄桜鬼 雪華録 Blu-ray BOX〈スペシャルプライス版〉（2022年8月31日発売）
- 薄桜鬼 第一章「茅花流し、雲隠れの刻」（2021年12月24日発売）
- 薄桜鬼 第二章「宵闇、夕顔別当の燈」（2022年1月28日発売）
- 薄桜鬼 第三章「星迎え、雲漢の調べ」（2022年2月25日発売）

劇場版
販売元はNBCユニバーサル・エンターテインメントジャパン。
- 劇場版 薄桜鬼 第一章 京都乱舞 Blu-ray（2014年2月26日発売）
- 劇場版 薄桜鬼 第二章 士魂蒼穹 Blu-ray（2014年9月10日発売）
- 劇場版 薄桜鬼 Blu-ray BOX（2016年10月5日発売）
- 劇場版 薄桜鬼 Blu-ray BOX〈スペシャルプライス版〉（2022年8月31日発売）

ミュージカル
発売元はマーベラス。販売元はアニメイト。
- ミュージカル 薄桜鬼 新選組奇譚（2016年6月8日発売）
- ミュージカル 薄桜鬼 HAKU-MYU LIVE 2（2016年12月7日発売）
- ミュージカル 薄桜鬼 原田左之助 篇（2017年8月23日発売）
- ミュージカル 薄桜鬼 志譚 土方歳三 篇（2018年8月29日発売）
- ミュージカル 薄桜鬼 志譚 風間千景 篇（2019年8月21日発売）
- ミュージカル 薄桜鬼 真改 相馬主計 篇（2021年8月18日発売）
- ミュージカル 薄桜鬼 真改 斎藤一 篇（2022年9月22日発売）
- ミュージカル 薄桜鬼 HAKU-MYU LIVE 3（2023年3月22日発売）
- ミュージカル 薄桜鬼 真改 山南敬助 篇（2023年9月6日発売）
- ミュージカル 薄桜鬼 真改 土方歳三 篇（2024年9月25日発売）

### パチンコ・パチスロ
パチンコ
CR薄桜鬼 緋焔録（2013年、大一商会）
パチスロ
薄桜鬼 蒼焔録（2016年、ディ・ライト）

## WEBラジオ

### 薄桜鬼WEBラジオ 新選組通信
- パーソナリティ - 三木眞一郎（土方歳三 役）
- 配信サイト - アニメイトTV
- 配信期間 - 2009年7月9日から2010年12月27日までの全35回[71]。
- ゲスト
  - 第0回 - 森久保祥太郎、鳥海浩輔
  - 第1回 - 大川透
  - 第2回 - 吉野裕行
  - 第3回 - 遊佐浩二
  - 第4・5回 - 森久保祥太郎、鳥海浩輔
  - 第6・7回 - 吉野裕行、坪井智浩
  - 第8・9回 - 森久保祥太郎
  - 第10回 - 大川透、飛田展男
  - 第11回 - 吉野裕行、遊佐浩二
  - 第12・13回 - 鳥海浩輔
  - 第14回 - 津田健次郎
  - 第15回 - 鳥海浩輔
  - 第16・17回 - 遊佐浩二、坪井智浩
  - 第18・19回 - 飛田展男、吉野裕行
  - 第20回 - 森久保祥太郎
  - 第21回 - 大川透
  - 第22回 - 鳥海浩輔
  - 第23回 - 津田健次郎
  - 第24・25回 - 吉野裕行、遊佐浩二
  - 第26回 - 森久保祥太郎
  - 第27回 - 森久保祥太郎、大川透
  - 第28・29回 - 遊佐浩二、飛田展男
  - 第30回 - 吉野裕行
  - 第31回 - 吉野裕行、津田健次郎
  - 第32・33回 - 鳥海浩輔、坪井智浩
  - 第34回 - 吉野裕行、大川透
  - 第35回 - 吉野裕行、鳥海浩輔

### 薄桜鬼集会 放送録
- パーソナリティ - 薄桜鬼出演キャストが毎回交代で登場する。
- 配信サイト - アニメイトTV
- 配信期間 - 2011年5月12日から2014年4月24日までの全70回[71]。
- 桜様、桜子、桜子’
  - 第1回 - 三木眞一郎、鳥海浩輔
  - 第2回 - 鳥海浩輔、吉野裕行
  - 第3回 - 吉野裕行、森久保祥太郎
  - 第4回 - 森久保祥太郎、遊佐浩二
  - 第5回 - 遊佐浩二、坪井智浩
  - 第6回 - 坪井智浩、三木眞一郎、津田健次郎
  - 第7回 - 三木眞一郎、吉野裕行
  - 第8回 - 吉野裕行、津田健次郎
  - 第9回 - 津田健次郎、鳥海浩輔
  - 第10回 - 鳥海浩輔、森久保祥太郎
  - 第11回 - 森久保祥太郎、三木眞一郎
  - 第12回 - 三木眞一郎、遊佐浩二
  - 第13回 - 遊佐浩二、津田健次郎
  - 第14回 - 津田健次郎、吉野裕行
  - 第15回 - 吉野裕行、鳥海浩輔
  - 第16回 - 鳥海浩輔、三木眞一郎
  - 第17回 - 三木眞一郎、津田健次郎、大川透
  - 第18回 - 津田健次郎、森久保祥太郎
  - 第19回 - 森久保祥太郎、遊佐浩二
  - 第20回 - 遊佐浩二、吉野浩行
  - 第21回 - 吉野裕行、三木眞一郎
  - 第22回 - 三木眞一郎、森久保祥太郎、鳥海浩輔、吉野裕行、津田健次郎（コーナー王大決戦・最終決戦大会議）
  - 第23回 - 遊佐浩二、鳥海浩輔
  - 第24回 - 鳥海浩輔、三木眞一郎
  - 第25回 - 三木眞一郎、森久保祥太郎、飛田展男
  - 第26回 - 森久保祥太郎、吉野裕行
  - 第27回 - 吉野裕行、津田健次郎
  - 第28回 - 津田健次郎、遊佐浩二
  - 第29回 - 遊佐浩二、三木眞一郎、関智一
  - 第30回 - 三木眞一郎、津田健次郎
  - 第31回 - 津田健次郎、吉野裕行
  - 第32回 - 吉野裕行、遊佐浩二
  - 第33回 - 遊佐浩二、鳥海浩輔
  - 第34回 - 鳥海浩輔、森久保祥太郎
  - 第35回 - 森久保祥太郎、津田健次郎
  - 第36回 - 津田健次郎、吉野裕行
  - 第37回 - 三木眞一郎、森久保祥太郎、遊佐浩二（「電撃20年祭」での公開録音）
  - 第38回 - 吉野裕行、遊佐浩二
  - 第39回 - 遊佐浩二、三木眞一郎
  - 第40回 - 三木眞一郎、遊佐浩二、津田健次郎（仙台での公開録音）
  - 第41回 - 三木眞一郎、大川透
  - 第42回 - 三木眞一郎、森久保祥太郎
  - 第43回 - 森久保祥太郎、吉野裕行
  - 第44回 - 吉野裕行、津田健次郎
  - 第45回 - 津田健次郎、三木眞一郎
  - 第46回 - 大川透、三木眞一郎
  - 第47回 - 三木眞一郎、鳥海浩輔
  - 第48回 - 鳥海浩輔、遊佐浩二
  - 第49回 - 遊佐浩二、森久保祥太郎
  - 第50回 - 森久保祥太郎、津田健次郎
  - 第51回 - 津田健次郎、吉野裕行
  - 第52回 - 吉野裕行、三木眞一郎
  - 第53回 - 三木眞一郎、津田健次郎
  - 第54回 - 津田健次郎、鳥海浩輔
  - 第55回 - 鳥海浩輔、森久保祥太郎
  - 第56回 - 森久保祥太郎、遊佐浩二
  - 第57回 - 遊佐浩二、吉野浩行
  - 第58回 - 吉野裕行、津田健次郎
  - 第59回 - 大川透、遊佐浩二
  - 第60回 - 遊佐浩二、三木眞一郎
  - 第61回 - 三木眞一郎、桑島法子
  - 第62回 - 森久保祥太郎、 津田健次郎
  - 第63回 - 津田健次郎、 吉野裕行
  - 第64回 - 吉野裕行、三木眞一郎
  - 第65回 - 三木眞一郎、遊佐浩二
  - 第66回 - 三木眞一郎、森久保祥太郎、鳥海浩輔（大阪での公開録音）
  - 第67回 - 三木眞一郎、津田健次郎
  - 第68回 - 三木眞一郎、鳥海浩輔
  - 第69回 - 三木眞一郎、遊佐浩二
  - 第70回 - 三木眞一郎、森久保祥太郎、鳥海浩輔、吉野裕行、遊佐浩二、津田健次郎

### 薄桜鬼伝奏
- パーソナリティ - 三木眞一郎
- 配信サイト - YouTube
- 配信期間 - 2021年7月30日から2022年2月26日までの全7回[72]。
- ゲスト
  - 第1回 - 森久保祥太郎
  - 第2回 - 鳥海浩輔
  - 第3回 - 遊佐浩二
  - 第4回 - 吉野裕行
  - 第5回 - 鬼の副長一人談義スペシャル
  - 第6回 - 津田健次郎
  - 第7回 - 桑島法子
  - 未配信特別回 - 蒼井翔太（酒井兵庫 役）

OVAのBlu-ray&DVDあにばーさる全巻購入特典として、全7回と未配信特別回の音源を収録。

## テレビアニメ
『薄桜鬼』のタイトルで、第一期が2010年4月から同年6月まで、tvkほか独立放送各局、テレビ愛知、およびAT-Xにて全12話放送された。
物語は文久3年12月、主人公・雪村千鶴が新選組と出会うことに始まり、鬼の存在と自身の秘密に触れながらも、激動の時代に武士道を貫く男たちと共に生きる姿を描く。
『薄桜鬼 碧血録』（はくおうき へっけつろく）のタイトルで、第二期が2010年10月から同年12月まで全11回放送された。制作決定は第一期第12話の放送終了後に告知され、第二期の第1回は、話数のない第一期総集編『薄桜鬼 京都回想録』に充てられ、第2回より全10話が、第一期からの通算の話数で第13話から第22話として放送された。
物語は慶応4年1月、鳥羽伏見の戦いに敗れ江戸に戻った新選組だったが、新政府軍を迎え撃つ命を受け甲府城へ向かうこととなる。以後、宇都宮・会津・仙台、そして箱館へと続く闘いの日々を描く。
『薄桜鬼 黎明録』（はくおうき れいめいろく）のタイトルで、前日譚に当たる第三期が2012年7月から同年9月まで、読売テレビ、TOKYO MXほか独立放送各局、テレビ愛知、BS11、およびAT-Xにて全12話放送された。第1話放送の1週間前には、テレビ愛知で2012年7月4日に『薄桜鬼 黎明録 放送直前番組 薄桜鬼 桜華追想』、AT-Xで2012年7月10日に『【薄桜鬼 黎明録】放送直前スペシャル』が放送された（二つの番組内容は同じ）。
物語は文久3年2月、主人公・井吹龍之介と壬生浪士組との出会いに始まり、後に新選組と呼ばれることとなる男たちの覚悟を描く。
テレビアニメ版のストーリーは基本的に土方ルートに沿っているが、ラストの描写はゲーム版と多少異なっている。

### スタッフ（テレビアニメ）
|                              | 第一期               | 第二期                      | 第三期                      |
| ---------------------------- | -------------------- | --------------------------- | --------------------------- |
| 原作                         | オトメイト           | オトメイト                  | オトメイト                  |
| 原案・構成監修               | 藤澤経清             | 藤澤経清                    | 藤澤経清                    |
| 監督                         | ヤマサキオサム       | ヤマサキオサム              | ヤマサキオサム              |
| キャラクター原案             | カズキヨネ           | カズキヨネ                  | カズキヨネ                  |
| キャラクターデザイン         | 中嶋敦子             | 中嶋敦子                    | 中嶋敦子                    |
| 美術監督                     | 平柳悟               | 平柳悟                      | 平柳悟                      |
| 色彩設計                     | 松本真司             | 松本真司                    | 北爪英子                    |
| 撮影監督                     | 下崎昭               | 下崎昭                      | 下崎昭                      |
| 編集                         | 松村正宏             | 松村正宏                    | 松村正宏                    |
| 音響監督                     | 岩浪美和             | 岩浪美和                    | 長崎行男                    |
| 音楽                         | 大谷幸               | 大谷幸                      | 大谷幸                      |
| プロデューサー               | 小倉充俊 山崎明日香  | 小倉充俊 山崎明日香         | 小倉充俊 山崎明日香         |
| プロデューサー               | 長谷川和彦           | 長谷川和彦                  | 岩崎卓 林洋平               |
| アニメーションプロデューサー | 浦崎宣光             | 浦崎宣光                    | 浦崎宣光                    |
| アニメーション制作           | スタジオディーン     | スタジオディーン            | スタジオディーン            |
| 製作                         | 「薄桜鬼」製作委員会 | 「薄桜鬼 碧血録」製作委員会 | 「薄桜鬼 黎明録」製作委員会 |

### 主題歌（テレビアニメ）
|        | 曲名          | 歌         | 作詞     | 作曲         | 編曲         |
| ------ | ------------- | ---------- | -------- | ------------ | ------------ |
| 第一期 | 十六夜涙      | 吉岡亜衣加 | Yumiyo   | 谷本貴義     | 太田美知彦   |
| 第二期 | 舞風          | 吉岡亜衣加 | 森由里子 | 上野義雄     | 太田美知彦   |
| 第三期 | 黎鳴 -reimei- | 黒崎真音   | 黒崎真音 | デワヨシアキ | デワヨシアキ |

|        | 曲名         | 歌  | 作詞     | 作曲       | 編曲   |
| ------ | ------------ | --- | -------- | ---------- | ------ |
| 第一期 | 君ノ記憶     | mao | mao      | 安瀬聖     | 安瀬聖 |
| 第二期 | 茜空に願ふ   | mao | 森由里子 | 安瀬聖     | 安瀬聖 |
| 第三期 | 花のあとさき | mao | 森由里子 | 霜月はるか | 安瀬聖 |

### 各話リスト（テレビアニメ）
| 話数             | サブタイトル     | 脚本           | 絵コンテ       | 演出              | 作画監督                                     | 総作画監督               | 初放送日      |        |        |        |        |        |        |        |        |        |        |        |        |        |        |        |        |        |
| 第一期           | 第一期           | 第一期         | 第一期         | 第一期            | 第一期                                       | 第一期                   | 第一期        | 第一期 | 第一期 | 第一期 | 第一期 | 第一期 | 第一期 | 第一期 | 第一期 | 第一期 | 第一期 | 第一期 | 第一期 | 第一期 | 第一期 | 第一期 | 第一期 | 第一期 |
| ---------------- | ---------------- | -------------- | -------------- | ----------------- | -------------------------------------------- | ------------------------ | ------------- | ------ | ------ | ------ | ------ | ------ | ------ | ------ | ------ | ------ | ------ | ------ | ------ | ------ | ------ | ------ | ------ | ------ |
| 第一話           | 雪華の都         | 山口亮太       | ヤマサキオサム | 吉田俊司          | 胡陽樹                                       | -                        | 2010年 4月4日 |        |        |        |        |        |        |        |        |        |        |        |        |        |        |        |        |        |
| 第二話           | 動乱の火蓋       | 広田光毅       | 藤原良二       | 神保昌登          | 森田実 氏家嘉宏                              | 野田康行                 | 4月11日       |        |        |        |        |        |        |        |        |        |        |        |        |        |        |        |        |        |
| 第三話           | 宵闇に咲く華     | 広田光毅       | 金﨑貴臣       | 吉田俊司          | 門智昭 菊地洋子                              | 胡陽樹                   | 4月18日       |        |        |        |        |        |        |        |        |        |        |        |        |        |        |        |        |        |
| 第四話           | 闇より来る者     | 中村能子       | 名村英敏       | 渡辺正彦          | 番由紀子 山田裕子                            | 野田康行                 | 4月25日       |        |        |        |        |        |        |        |        |        |        |        |        |        |        |        |        |        |
| 第五話           | 相克せし刃       | 笹野恵         | 高村雄太       | 高村雄太          | 安田京弘 金順淵                              | 胡陽樹                   | 5月2日        |        |        |        |        |        |        |        |        |        |        |        |        |        |        |        |        |        |
| 第六話           | 鬼の命脈         | 中村能子       | 小滝礼         | 渡辺正彦          | 空流辺広子                                   | 野田康行                 | 5月9日        |        |        |        |        |        |        |        |        |        |        |        |        |        |        |        |        |        |
| 第七話           | 桎梏の運命       | 笹野恵         | 名村英敏       | 邑木小詠          | 山下英美 吉田和香子                          | 胡陽樹                   | 5月16日       |        |        |        |        |        |        |        |        |        |        |        |        |        |        |        |        |        |
| 第八話           | あさきゆめみし   | 中村能子       | 金﨑貴臣       | 西村博昭          | 番由紀子                                     | 野田康行                 | 5月23日       |        |        |        |        |        |        |        |        |        |        |        |        |        |        |        |        |        |
| 第九話           | 修羅の轍         | 広田光毅       | 小滝礼         | 吉田俊司          | 門智昭                                       | 胡陽樹                   | 5月30日       |        |        |        |        |        |        |        |        |        |        |        |        |        |        |        |        |        |
| 第十話           | 絆のゆくえ       | 笹野恵         | 斎藤哲人       | 木村延景          | 森田実 空流辺広子                            | 野田康行                 | 6月6日        |        |        |        |        |        |        |        |        |        |        |        |        |        |        |        |        |        |
| 第十一話         | 零れ落ちるもの   | 中村能子       | 小島正士       | 渡辺正彦          | 氏家嘉宏 山田裕子                            | 胡陽樹                   | 6月13日       |        |        |        |        |        |        |        |        |        |        |        |        |        |        |        |        |        |
| 第十二話         | 剣戟の彼方       | 広田光毅       | 金﨑貴臣       | 高村雄太          | 番由紀子                                     | 野田康行                 | 6月20日       |        |        |        |        |        |        |        |        |        |        |        |        |        |        |        |        |        |
| 第二期『碧血録』 |                  |                |                |                   |                                              |                          |               |        |        |        |        |        |        |        |        |        |        |        |        |        |        |        |        |        |
| 特別編           | 京都回想録       | -              | -              | -                 | -                                            | -                        | 10月3日       |        |        |        |        |        |        |        |        |        |        |        |        |        |        |        |        |        |
| 第十三話         | 焔の如く         | 笹野恵         | 名村英敏       | 西村博昭          | 空流辺広子 金順淵                            | 胡陽樹 野田康行          | 10月4日       |        |        |        |        |        |        |        |        |        |        |        |        |        |        |        |        |        |
| 第十四話         | 蹉跌の回廊       | 広田光穀       | 清水聡         | 又野弘道          | 花井宏和 山下英美                            | 中嶋敦子 野田康行        | 10月11日      |        |        |        |        |        |        |        |        |        |        |        |        |        |        |        |        |        |
| 第十五話         | 遠き面影         | 中村能子       | 山﨑光恵       | 山﨑光恵          | 門智昭 高澤美佳                              | 胡陽樹                   | 10月18日      |        |        |        |        |        |        |        |        |        |        |        |        |        |        |        |        |        |
| 第十六話         | 誠心は永遠に     | ヤマサキオサム | 名村英敏       | 吉田俊司          | 番由紀子                                     | 野田康行                 | 10月25日      |        |        |        |        |        |        |        |        |        |        |        |        |        |        |        |        |        |
| 第十七話         | 玉響の夢         | 笹野恵         | 金﨑貴臣       | 岡村正弘          | 空流辺広子                                   | 胡陽樹 野田康行          | 11月1日       |        |        |        |        |        |        |        |        |        |        |        |        |        |        |        |        |        |
| 第十八話         | 輝ける暁光       | 中村能子       | 斎藤哲人       | 高村雄太          | 金順淵 氏家嘉宏                              | 野田康行                 | 11月8日       |        |        |        |        |        |        |        |        |        |        |        |        |        |        |        |        |        |
| 第十九話         | 天道の刃         | 広田光穀       | 名村英敏       | 西村博昭          | 門智昭 山田裕子                              | 胡陽樹 野田康行          | 11月15日      |        |        |        |        |        |        |        |        |        |        |        |        |        |        |        |        |        |
| 第二十話         | 散ずる桜花       | 笹野恵         | 小島正士       | 又野弘道          | 高澤美佳 山下英美                            | 野田康行                 | 11月22日      |        |        |        |        |        |        |        |        |        |        |        |        |        |        |        |        |        |
| 第二十一話       | 雪割草の花咲きて | ヤマサキオサム | 平田智浩       | 吉田俊司          | 番由紀子 山根理宏                            | 佐光幸恵                 | 11月29日      |        |        |        |        |        |        |        |        |        |        |        |        |        |        |        |        |        |
| 第二十二話       | 夢幻の薄桜       | 中村能子       | 山﨑光恵       | 山﨑光恵          | 野田康行                                     | 中嶋敦子                 | 12月6日       |        |        |        |        |        |        |        |        |        |        |        |        |        |        |        |        |        |
| 第三期『黎明録』 |                  |                |                |                   |                                              |                          |               |        |        |        |        |        |        |        |        |        |        |        |        |        |        |        |        |        |
| 第一話           | 天武の暁         | ヤマサキオサム | 名村英敏       | 竹下健一          | 山田裕子 高澤美佳                            | 中嶋敦子 胡陽樹 安田京弘 | 2012年 7月1日 |        |        |        |        |        |        |        |        |        |        |        |        |        |        |        |        |        |
| 第二話           | 導かれし運命     | 広田光穀       | 小島正士       | 石田暢            | 小馳那乃國広道                               | 胡陽樹 安田京弘          | 7月17日       |        |        |        |        |        |        |        |        |        |        |        |        |        |        |        |        |        |
| 第三話           | 群狼の掟         | 笹野恵         | 斎藤哲人       | 土屋康郎          | 崎本さゆり 紋地昭                            | 胡陽樹 安田京弘          | 7月24日       |        |        |        |        |        |        |        |        |        |        |        |        |        |        |        |        |        |
| 第四話           | 血塗られし刃     | ヤマサキオサム | 斎藤哲人       | 西村博昭          | 河南正昭 山田裕子 松下郁子 松浦里美          | 胡陽樹 安田京弘          | 7月31日       |        |        |        |        |        |        |        |        |        |        |        |        |        |        |        |        |        |
| 第五話           | 蒼穹のきざはし   | 中村能子       | 小島正士       | 久保太郎 吉田俊司 | 前澤弘美 古住千秋 海老原雅夫                 | 胡陽樹 安田京弘          | 8月7日        |        |        |        |        |        |        |        |        |        |        |        |        |        |        |        |        |        |
| 第六話           | 闇よりの咆哮     | 広田光穀       | 名村英敏       | 高山秀樹          | 河南正昭 平川亜喜雄                          | 胡陽樹 安田京弘          | 8月14日       |        |        |        |        |        |        |        |        |        |        |        |        |        |        |        |        |        |
| 第七話           | 草颯の誓い       | 笹野恵         | 斎藤哲人       | 西村博昭          | 氏家嘉宏 瀧原美樹 平川亜喜雄 今泉直子        | 中嶋敦子 胡陽樹 安田京弘 | 8月21日       |        |        |        |        |        |        |        |        |        |        |        |        |        |        |        |        |        |
| 第八話           | 修羅の枷鎖       | 中村能子       | 金崎貴臣       | 青柳宏宣          | 前澤弘美 古住千秋 中山由美 松浦里美 松下郁子 | 中嶋敦子 胡陽樹 安田京弘 | 8月28日       |        |        |        |        |        |        |        |        |        |        |        |        |        |        |        |        |        |
| 第九話           | 放たれる剣閃     | 広田光穀       | 小島正士       | 野亦則行          | 小松桃花 岸川麻美 荻原みちる 時矢義則        | 中嶋敦子 胡陽樹 安田京弘 | 9月4日        |        |        |        |        |        |        |        |        |        |        |        |        |        |        |        |        |        |
| 第十話           | 紅蓮の烽火       | 笹野恵         | 浪速勉         | 西村博昭          | 平川亜喜雄 河南正昭 石橋有希子               | 中嶋敦子 胡陽樹 安田京弘 | 9月11日       |        |        |        |        |        |        |        |        |        |        |        |        |        |        |        |        |        |
| 第十一話         | 百花月夜         | ヤマサキオサム | ヤマサキオサム | 高山秀樹          | 中山由美 中本尚 前澤弘美                     | 中嶋敦子 小松桃花        | 9月18日       |        |        |        |        |        |        |        |        |        |        |        |        |        |        |        |        |        |
| 第十二話         | 大いなる黎明     | 中村能子       | 大張正己       | 竹下健一          | 氏家嘉宏 平川亜喜雄 松下郁子 小坂知          | 中嶋敦子 胡陽樹 安田京弘 | 9月25日       |        |        |        |        |        |        |        |        |        |        |        |        |        |        |        |        |        |

### 放送局
| 放送期間               | 放送時間                     | 放送局     | 対象地域 | 備考                      |
| ---------------------- | ---------------------------- | ---------- | -------- | ------------------------- |
| 2010年4月4日 - 6月20日 | 日曜 0:30 - 1:00（土曜深夜） | tvk        | 神奈川県 |                           |
|                        | 日曜 23:30 - 月曜 0:00       | チバテレビ | 千葉県   |                           |
| 2010年4月5日 - 6月21日 | 月曜 1:00 - 1:30（日曜深夜） | テレ玉     | 埼玉県   |                           |
|                        | 月曜 9:30 - 10:00            | AT-X       | 日本全域 | CS放送 / リピート放送あり |
| 2010年4月6日 - 6月22日 | 火曜 0:00 - 0:30（月曜深夜） | サンテレビ | 兵庫県   |                           |
|                        | 火曜 1:00 - 1:30（月曜深夜） | KBS京都    | 京都府   |                           |
| 2010年4月7日 - 6月23日 | 水曜 1:28 - 1:58（火曜深夜） | テレビ愛知 | 愛知県   |                           |
|                        | 水曜 2:00 - 2:30（火曜深夜） | TOKYO MX   | 東京都   |                           |

| 放送期間                 | 放送時間                     | 放送局     | 対象地域 | 備考                      |
| ------------------------ | ---------------------------- | ---------- | -------- | ------------------------- |
| 2010年10月3日 - 12月12日 | 日曜 0:30 - 1:00（土曜深夜） | tvk        | 神奈川県 |                           |
|                          | 日曜 23:30 - 月曜 0:00       | チバテレビ | 千葉県   |                           |
| 2010年10月4日 - 12月13日 | 月曜 1:00 - 1:30（日曜深夜） | テレ玉     | 埼玉県   |                           |
| 2010年10月4日 - 12月6日  | 月曜 9:30 - 10:00            | AT-X       | 日本全域 | CS放送 / リピート放送あり |
| 2010年10月5日 - 12月14日 | 火曜 0:00 - 0:30（月曜深夜） | サンテレビ | 兵庫県   |                           |
|                          | 火曜 1:00 - 1:30（月曜深夜） | KBS京都    | 京都府   |                           |
|                          | 火曜 1:30 - 2:00（月曜深夜） | TOKYO MX   | 東京都   |                           |
| 2010年10月6日 - 12月15日 | 水曜 1:28 - 1:58（火曜深夜） | テレビ愛知 | 愛知県   |                           |

| 放送期間                | 放送時間                     | 放送局     | 対象地域   | 備考                                                     |
| ----------------------- | ---------------------------- | ---------- | ---------- | -------------------------------------------------------- |
| 2012年7月10日 - 9月25日 | 火曜 2:53 - 3:23（月曜深夜） | 読売テレビ | 近畿広域圏 | 『MANPA』第3部                                           |
|                         | 火曜 23:00 - 23:30           | AT-X       | 日本全域   | 製作参加 / CS放送 / リピート放送 7月1日に第1話を先行放送 |
| 2012年7月11日 - 9月26日 | 水曜 0:30 - 1:00（火曜深夜） | TOKYO MX   | 東京都     |                                                          |
|                         | 水曜 1:30 - 2:00（火曜深夜） | tvk        | 神奈川県   |                                                          |
|                         |                              | テレビ愛知 | 愛知県     |                                                          |
| 2012年7月12日 - 9月27日 | 木曜 0:00 - 0:30（水曜深夜） | BS11       | 日本全域   | 『ANIME+』枠                                             |

## OVA
『薄桜鬼 雪華録』（はくおうき せっかろく）のタイトルで、2011年8月から同年11月にかけて、沖田編、斎藤編、原田編、藤堂編、土方編の順に全5巻で発売。2012年6月に、第六章「風間千景」編が発売された。
物語は慶応2年12月、主人公・雪村千鶴は、新選組襲撃を画策する不逞浪士の噂を聞き、芸妓に化けて島原に潜入する。本作はTVシリーズで描き切れなかった京都時代の新選組に焦点を当てた作品であり、原作ゲームのファンディスク『薄桜鬼 随想録』で人気のあったエピソードやオリジナルストーリーで構成される。
『薄桜鬼』のタイトルで、2021年12月から2022年2月にかけて新作が全3巻で発売。これに先駆けて、2021年11月13日よりU-NEXTで先行配信が行われた。2022年3月27日にはAT-Xで一挙放送。
物語は慶応元年6月、京都の巡察を続ける新選組に「新選組を騙る賊」が頻繁に現れているとの報告がもたらされる。そんな中で彼らと行動を共にしていた千鶴は、ある騒動に巻き込まれ行方不明となる。本作は将軍家茂の上洛に伴う事件を描き、新キャラクターとして酒井兵庫が登場する。

### スタッフ（OVA）
|                              | 雪華録                      | 新作                       |
| ---------------------------- | --------------------------- | -------------------------- |
| 原作                         | オトメイト                  | オトメイト                 |
| 原案・構成監修               | 藤澤経清                    | 藤澤経清                   |
| 監督                         | ヤマサキオサム              | ヤマサキオサム             |
| キャラクター原案             | カズキヨネ                  | カズキヨネ                 |
| キャラクターデザイン         | 中嶋敦子                    | 中嶋敦子                   |
| アクション作画監督           | N/A                         | 戸倉紀元                   |
| 美術監督                     | 平柳悟                      | 平柳悟                     |
| 色彩設計                     | 松本真司                    | 安住唯                     |
| 撮影監督                     | 下崎昭                      | 下崎昭                     |
| 編集                         | 松村正宏                    | 小池祐樹                   |
| 音響監督                     | 岩浪美和                    | 長崎行男                   |
| 音楽                         | 大谷幸                      | 川井憲次                   |
| プロデューサー               | 小倉充俊 山崎明日香         | 小倉充俊 山崎明日香        |
| プロデューサー               | 長谷川和彦                  | 澤田圭一郎 岩崎卓 伊藤紗希 |
| アニメーションプロデューサー | 浦崎宣光                    | 齋藤隆行                   |
| アニメーション制作           | スタジオディーン            | スタジオディーン           |
| 製作                         | 「薄桜鬼 雪華録」製作委員会 | 「薄桜鬼」製作委員会2021   |

### 主題歌（OVA）
雪華録
オープニングテーマ「夢ノ浮舟」
作詞 - 森由里子 / 作曲 - 鶴由雄 / 編曲 - 太田美知彦 / 歌 - 吉岡亜衣加
沖田編エンディングテーマ「夢幻 -a true love tale-」
斎藤編エンディングテーマ「風花 -The whisper of snow falling-」
原田編エンディングテーマ「蘭 -The end of struggle-」
藤堂編エンディングテーマ「光 -I promise you-」
土方編エンディングテーマ「真実 -The light lasting-」
風間編エンディングテーマ「比翼 -Contract with you-」
全作詞・歌 - 黒崎真音 / 全作曲・編曲 - デワヨシアキ
エンディングテーマは各章ごとに異なる。2011年8月10日に『五色詠-Immortal Lovers-』としてアルバムリリースされた。
新作
オープニングテーマ「刹那の鼓動」
作詞・作曲・編曲 - amazuti（KEYTONE） / 歌 - 吉岡亜衣加
第一章エンディングテーマ「絢爛 -I'll never forget you-」
作詞・歌 - 黒崎真音 / 作曲・編曲 - amazuti（KEYTONE）
第二章エンディングテーマ「朱華 -The like the Flowers-」
作詞・歌 - 黒崎真音 / 作曲 - Kyosuke（KEYTONE） / 編曲 - Kyosuke・出口遼・木村孝明
第三章エンディングテーマ「体温 -I'll be by my side forever-」
作詞・歌 - 黒崎真音 / 作曲・編曲 - 湯原聡史（KEYTONE）

### 各話リスト（OVA）
| 話数   | サブタイトル         | 脚本     | 絵コンテ        | 演出       | 作画監督                                                                           | 総作画監督                 | 発売日          |        |        |        |        |        |        |        |        |        |        |        |        |        |        |        |        |        |
| 雪華録 | 雪華録               | 雪華録   | 雪華録          | 雪華録     | 雪華録                                                                             | 雪華録                     | 雪華録          | 雪華録 | 雪華録 | 雪華録 | 雪華録 | 雪華録 | 雪華録 | 雪華録 | 雪華録 | 雪華録 | 雪華録 | 雪華録 | 雪華録 | 雪華録 | 雪華録 | 雪華録 | 雪華録 | 雪華録 |
| ------ | -------------------- | -------- | --------------- | ---------- | ---------------------------------------------------------------------------------- | -------------------------- | --------------- | ------ | ------ | ------ | ------ | ------ | ------ | ------ | ------ | ------ | ------ | ------ | ------ | ------ | ------ | ------ | ------ | ------ |
| 第一章 | 玄夜の白雪           | 中村能子 | ヤマサキオサム  | 関野昌弘   | 谷圭司 藤岡真紀                                                                    | 野田康行                   | 2011年 8月5日   |        |        |        |        |        |        |        |        |        |        |        |        |        |        |        |        |        |
| 第二章 | 冬の埋み火           | 笹野恵   | 名村英敏        | 高島大輔   | 飯飼一幸 大貫健一                                                                  | 野田康行                   | 8月26日         |        |        |        |        |        |        |        |        |        |        |        |        |        |        |        |        |        |
| 第三章 | 空裂く槍             | 広田光毅 | 岡宗次郎        | 高村雄太   | 山田裕子 胡陽樹                                                                    | 野田康行                   | 9月30日         |        |        |        |        |        |        |        |        |        |        |        |        |        |        |        |        |        |
| 第四章 | 揺蕩う舟             | 笹野恵   | 小島正士 浪速勉 | あべたつや | 山根理宏                                                                           | 野田康行                   | 10月28日        |        |        |        |        |        |        |        |        |        |        |        |        |        |        |        |        |        |
| 第五章 | 天明の風             | 中村能子 | 斎藤哲人        | 久保太郎   | 中本尚 中山由美                                                                    | 野田康行                   | 11月25日        |        |        |        |        |        |        |        |        |        |        |        |        |        |        |        |        |        |
| 第六章 | 雪華の舞             | 中村能子 | ヤマサキオサム  | 竹下健一   | 中本尚 中山由美                                                                    | 羽田浩二 高澤美佳          | 2012年 6月27日  |        |        |        |        |        |        |        |        |        |        |        |        |        |        |        |        |        |
| 新作   |                      |          |                 |            |                                                                                    |                            |                 |        |        |        |        |        |        |        |        |        |        |        |        |        |        |        |        |        |
| 第一章 | 茅花流し、雲隠れの刻 | 中村能子 | ヤマサキオサム  | 吉田俊司   | 加野晃 中本尚 熊川ありさ 松下郁子 佐藤麻里那 武本大介                              | 工藤裕加 北原広大          | 2021年 12月24日 |        |        |        |        |        |        |        |        |        |        |        |        |        |        |        |        |        |
| 第二章 | 宵闇、夕顔別当の燈   | 笹野恵   | 名村英敏        | サトウ光敏 | 松本美雪 松原一之 日下岳史 和田伸一 中山由美                                       | 中村深雪 皆川愛香利        | 2022年 1月28日  |        |        |        |        |        |        |        |        |        |        |        |        |        |        |        |        |        |
| 第三章 | 星迎え、雲漢の調べ   | 広田光毅 | 沖田宮奈        | 久保太郎   | 小島絵美 宮暁秀 佐藤綾子 熊川ありさ 古池ゆかり 松原一之 日下岳史 小田真弓 櫻井拓郎 | 工藤裕加 北原広大 松下郁子 | 2月25日         |        |        |        |        |        |        |        |        |        |        |        |        |        |        |        |        |        |

## 劇場版
『劇場版 薄桜鬼 第一章 京都乱舞』（ - きょうとらんぶ）のタイトルで、2013年8月24日に公開された。新ストーリーで展開される2部作の第1作目。PG12指定作品。2013年8月22日にはTOKYO MXで特別番組『「劇場版 薄桜鬼」を愉しむための五箇条』が放送された。
激動の幕末を舞台に、己の信念を貫く新選組の隊士と、彼らと共に生きる道を選んだ少女・雪村千鶴が織りなす物語を描く。
キャッチコピーは「守りたいものあらば、鬼になれ」
『劇場版 薄桜鬼 第二章 士魂蒼穹』（ - しこんそうきゅう）のタイトルで、2014年3月8日に公開された。「京都乱舞」との2部作の第2作目。
甲陽鎮撫隊として甲府に赴いた新選組。離反者も現れるなか、志を貫き鬼との決着に向かうべく土方は決意を固める。
キャッチコピーは「信じるものの為に、戦う」

### スタッフ（劇場版）
- 原作 - オトメイト（アイディアファクトリー／デザインファクトリー）
- 監督・音響監督 - ヤマサキオサム
- 脚本 - 藤澤経清、ヤマサキオサム
- キャラクター原案 - カズキヨネ
- キャラクターデザイン - 中嶋敦子
- 助監督 - ほしかわたかふみ
- エフェクト作画監督 - 高橋しんや
- プロップ作画監督 - 岡戸知凱
- 美術監督 - 平柳吾
- 色彩設計 - すずきたかこ
- 撮影監督 - 下崎昭
- 音楽 - 川井憲次
- 音楽制作 - ジェネオン・ユニバーサル・エンターテイメント
- プロデューサー - 小倉充俊、林洋平、山崎明日香、福田順、浦崎宣光、西島浩志
- アニメーション制作 - スタジオディーン
- 配給 - クロックワークス／ジェネオン・ユニバーサル・エンターテイメント
- 製作 - 「劇場版 薄桜鬼」製作委員会（ジェネオン・ユニバーサル・エンターテイメント、ムービック、エー・ティー・エックス、クロックワークス、スタジオディーン）

### 主題歌（劇場版）
|        | 曲名     | 歌         | 作詞     | 作曲     | 編曲     |
| ------ | -------- | ---------- | -------- | -------- | -------- |
| 第一章 | 紅ノ絲   | 吉岡亜衣加 | 森由里子 | 出羽良彰 | 出羽良彰 |
| 第二章 | 蒼穹ノ旗 | 吉岡亜衣加 | 森由里子 | 出羽良彰 | 出羽良彰 |

### 公開リスト
| 話数   | サブタイトル | 絵コンテ                                             | 演出                                                 | 作画監督                                          | 総作画監督                          | 公開日         |
| ------ | ------------ | ---------------------------------------------------- | ---------------------------------------------------- | ------------------------------------------------- | ----------------------------------- | -------------- |
| 第一章 | 京都乱舞     | 関野昌弘 石平信司 増尾昭一 高橋しんや ヤマサキオサム | 山岡実 竹下健一 西本由紀夫                           | 阿部恒 中本尚 青野厚司 小林利充                   | 中嶋敦子 安田京弘 羽田浩二          | 2013年 8月24日 |
| 第二章 | 士魂蒼穹     | 関野昌弘 斉藤哲人 名村英敏 ヤマサキオサム 大張正己   | 仁昌寺義人 安藤貴史 宮下新平 ヤマサキオサム 大張正己 | 中本尚 大塚八愛 関野昌弘 大籠之仁 加野晃 山田裕子 | 中嶋敦子 安田京弘 藤岡真紀 羽田浩二 | 2014年 3月9日  |

## テレビアニメ（御伽草子）
『薄桜鬼 ～御伽草子～』（はくおうき おとぎそうし）のタイトルで、2016年4月から同年6月まで放送された。キャラクターがディフォルメ頭身になった5分枠の短編アニメであり、担当声優はオリジナルと同じ。

### スタッフ（御伽草子）
- 原作 - アイディアファクトリー／デザインファクトリー
- 監督 - 篠原ぱらこ
- キャラクターデザイン - オトメイト
- アニメキャラクターデザイン - 宮川珠美
- 音楽制作 - 押谷沙樹
- シリーズ構成 - 野々村友紀子、篠原ぱらこ
- プロデューサー - 後藤阿梨紗、西村哲宣、小田元浩、丁寧、川上修弘、安倍孝二、かねごん
- アニメーション制作 - DLE
- 製作 - IF・DF/「薄桜鬼 ～御伽草子～」製作委員会

### テーマ曲（御伽草子）
「Don’t Cry」
作曲・編曲 - 大西俊也 / 作詞・歌 - 蓮花

### 各話リスト（御伽草子）
| 話数     | サブタイトル                                      | 脚本         | 作画監督   |
| -------- | ------------------------------------------------- | ------------ | ---------- |
| 第一巻   | 父さまを探して…続・父さまを探して…                | 野々村友紀子 | 高道麻樹子 |
| 第二巻   | 鏡美食家、風間沖田のイタズラ                      | 野々村友紀子 | 高道麻樹子 |
| 第三巻   | ナニユエ斎藤さん薩摩藩の動きが…！真面目な男、斎藤 | 野々村友紀子 | 高道麻樹子 |
| 第四巻   | 薫のどす黒い策略千鶴への贈り物                    | 野々村友紀子 | 高道麻樹子 |
| 第五巻   | 原田の夜風呂                                      | 野々村友紀子 | 高道麻樹子 |
| 第六巻   | 新選組の真剣会議続・美食家、風間山崎の休日        | 野々村友紀子 | 高道麻樹子 |
| 第七巻   | 伊東さんへの隠し事山南さんの薬                    | 野々村友紀子 | 高道麻樹子 |
| 第八巻   | 天霧の好み花の女鬼会                              | 野々村友紀子 | 高道麻樹子 |
| 第九巻   | 薫の復讐                                          | 野々村友紀子 | 高道麻樹子 |
| 第十巻   | 迎えに来たぞ夢想家 風間                           | 野々村友紀子 | 高道麻樹子 |
| 第十一巻 | 隊士の協力緊急事態                                | 野々村友紀子 | 高道麻樹子 |
| 特別篇   | 特別篇                                            | 篠原ぱらこ   | 高道麻樹子 |
| 第十二巻 | 父さまへ…                                         | 野々村友紀子 | 高道麻樹子 |

### 放送局（御伽草子）
| 放送期間               | 放送時間                     | 放送局       | 対象地域 | 備考 |
| ---------------------- | ---------------------------- | ------------ | -------- | ---- |
| 2016年4月5日 - 6月28日 | 火曜 21:55 - 22:00           | TOKYO MX     | 東京都   |      |
|                        | 火曜 23:10 - 23:15           | 三重テレビ   | 三重県   |      |
| 2016年4月6日 - 6月29日 | 水曜 2:30 - 2:35（火曜深夜） | サンテレビ   | 兵庫県   |      |
| 2016年4月9日 - 7月2日  | 土曜 23:20 - 23:25           | とちぎテレビ | 栃木県   |      |

| 配信期間               | 配信時間          | 配信サイト   | 備考 |
| ---------------------- | ----------------- | ------------ | ---- |
| 2016年4月5日 - 6月28日 | 火曜日 21:55 更新 | YouTube      |      |
|                        |                   | ニコニコ動画 |      |

## 舞台
『薄桜鬼 新選組炎舞録』（はくおうき しんせんぐみえんぶろく）のタイトルで、2010年10月1日から17日まで天王洲 銀河劇場にて上演された。

### スタッフ（舞台）
- 原作 - 「薄桜鬼 ～新選組奇譚～」（アイディアファクトリー／デザインファクトリー）
- 演出 - キタムラトシヒロ（演劇集団Z団）
- 脚本 - 毛利亘宏（少年社中）
- 脚本協力 - 大富いずみ（トライストーン・エンタテイメント）・米山和仁（ホチキス）
- 主催 - トライストーン・エンタテイメント、フジテレビジョン、スパイスプロダクション
- 企画・製作 - トライストーン・エンタテイメント

### キャスト（舞台）
- 土方歳三 - 早乙女太一
- 雪村千鶴 - 黒川智花
- 風間千景 - 木村了
- 沖田総司 - 窪田正孝
- 斎藤一 - 中村倫也
- 藤堂平助 - 武田航平
- 原田左之助 - 橋本淳
- 山南敬助 - 川岡大次郎
- 近藤勇 - 坂本爽
- 永倉新八 - 中村誠治郎
- 井上源三郎 - 杉山彦々
- 島田魁 - 橋本望
- 天霧九寿 - RYO（ORANGE RANGE）
- 不知火匡 - 伊﨑右典
- 雪村綱道 - 木下ほうか

## ミュージカル薄桜鬼
2012年に第1作目が上演されたミュージカルシリーズであり、ライブ形式の「HAKU-MYU LIVE」も開催されている。愛称は、薄ミュ。

### 公演リスト
第1作目：ミュージカル『薄桜鬼』斎藤一 篇
2012年4月27日 - 5月8日、サンシャイン劇場
第2作目：ミュージカル『薄桜鬼』沖田総司 篇
2013年3月14日 - 24日、サンシャイン劇場
第3作目：ミュージカル『薄桜鬼』土方歳三 篇
2013年10月2日 - 11日、日本青年館 大ホール
第4作目：ミュージカル『薄桜鬼』HAKU-MYU LIVE
2014年1月4日 - 5日、日本青年館 大ホール
第5作目：ミュージカル『薄桜鬼』風間千景 篇
2014年5月16日 - 18日、新神戸オリエンタル劇場 / 5月23日 - 6月1日、シアター1010
第6作目：ミュージカル『薄桜鬼』藤堂平助 篇
2015年1月10日 - 12日、京都劇場 / 1月17日 - 25日、六本木ブルーシアター
第7作目：ミュージカル『薄桜鬼』黎明録
2015年5月23日 - 31日、AiiA 2.5 Theater Tokyo / 6月10日 - 14日、京都劇場
第8作目：ミュージカル『薄桜鬼』新選組奇譚
2016年1月4日 - 11日、天王洲 銀河劇場 / 1月15日 - 17日、大阪メルパルクホール
第9作目：ミュージカル『薄桜鬼』HAKU-MYU LIVE 2
2016年8月12日 - 13日、京都劇場 / 2016年8月16日 - 17日、Zepp Divercity
第10作目：ミュージカル『薄桜鬼』原田左之助 篇
2017年4月14日 - 16日 、梅田芸術劇場 シアタードラマシティ / 4月26日 - 30日、AiiA2.5 Theater Tokyo
第11作目：ミュージカル『薄桜鬼 志譚』土方歳三 篇
2018年4月21日 - 23日、新神戸オリエンタル劇場 / 2018年4月28日 - 5月1日、明治座（特別公演）
第12作目：ミュージカル『薄桜鬼 志譚』風間千景 篇
2019年4月5日 - 11日、日本青年館ホール / 2019年4月18日 - 21日、京都劇場
第13作目：ミュージカル『薄桜鬼 真改』相馬主計 篇
2020年4月2日 - 5日、明治座 / 2020年4月9日 - 12日、サンケイホールブリーゼ ※新型コロナウイルスの影響で中止
2021年4月2日 - 4日、日本青年館ホール / 2021年4月8日 - 4月11日、AiiA 2.5 Theater Kobe
第14作目：ミュージカル『薄桜鬼 真改』斎藤一 篇
2022年4月22日 - 27日、品川プリンスホテル ステラボール / 2022年5月1日 - 5日、京都劇場
第15作目：ミュージカル『薄桜鬼』HAKU-MYU LIVE 3
2022年10月29日 - 30日、Zepp Namba / 2022年11月11日 - 13日、Zepp DiverCity
第16作目：ミュージカル『薄桜鬼 真改』山南敬助 篇
2023年4月8日 - 16日、シアター1010 / 4月22日 - 23日、サンケイホールブリーゼ
第17作目：ミュージカル『薄桜鬼 真改』土方歳三 篇
2024年4月13日 - 14日、AiiA 2.5 Theater Kobe / 4月19日 - 29日、天王洲 銀河劇場
第18作目：ミュージカル『薄桜鬼 真改』藤堂平助 篇
2025年6月20日 - 29日、天王洲 銀河劇場
第18作目：ミュージカル『薄桜鬼』HAKU-MYU LIVE 4
2025年12月19日 - 21日、Zepp DiverCity TOKYO / 12月27日 - 28日、Zepp Osaka Bayside

### スタッフ（ミュージカル）
- 脚本 - 毛利亘宏（志譚風間千景篇まで、真改土方歳三篇から）[108] / 西田大輔（真改相馬主計篇から真改山南敬助篇まで）[109]
- 演出 - 毛利亘宏（原田左之助篇まで、真改土方歳三篇から） / 西田大輔（志譚土方歳三篇から真改山南敬助篇まで）
- 作詞 - 毛利亘宏（志譚風間千景篇まで、真改土方歳三篇から） / 西田大輔（志譚風間千景篇から真改山南敬助篇まで）
- 音楽 - 佐橋俊彦 （志譚風間千景篇まで） / 坂部剛（真改相馬主計篇から）
- 殺陣 - 諸鍛冶裕太（藤堂平助篇まで） / 六本木康弘 （黎明録から）
- 殺陣監修 - 諸鍛冶裕太（黎明録・奇譚・原田左之助篇） / 六本木康弘（HAKU-MYU LIVE 2）
- 振付 - 本山新之助（志譚土方歳三篇まで、真改土方歳三篇から） / MAMORU（志譚風間千景篇から真改山南敬助篇まで）
- 制作協力 - ジェイズプロデュース（2012年 斎藤一篇）
- 製作協力 - トライストーン・エンタテイメント
- 主催 - ミュージカル『薄桜鬼』製作委員会（マーベラス、マーブルフィルム、イープラス）

### キャスト（ミュージカル）
青背景が主演。
|            | 2012年 斎藤一篇 | 2013年 沖田総司篇 | 2013年 土方歳三篇 | 2014年 HAKU-MYU LIVE         | 2014年 風間千景篇 | 2015年 藤堂平助篇 | 2015年 黎明録 | 2016年 新選組奇譚 | 2016年 HAKU-MYU LIVE2 | 2017年 原田左之助篇 | 2018年 土方歳三篇 | 2019年 風間千景篇 | 2021年 相馬主計篇    | 2022年 斎藤一篇 | 2022年 HAKU-MYU LIVE3                            | 2023年 山南敬助篇 | 2024年 土方歳三篇 | 2025年 藤堂平助篇 | 2025年 HAKU-MYU LIVE4        |
| ---------- | --------------- | ----------------- | ----------------- | ---------------------------- | ----------------- | ----------------- | ------------- | ----------------- | --------------------- | ------------------- | ----------------- | ----------------- | -------------------- | --------------- | ------------------------------------------------ | ----------------- | ----------------- | ----------------- | ---------------------------- |
| 斎藤一     | 松田凌          | 松田凌            | 松田凌            | 松田凌                       | 松田凌            | 橋本祥平          | 橋本祥平      | 橋本祥平          | 橋本祥平              | 納谷健              | 納谷健            | 赤澤燈            | 大海将一郎           | 橋本祥平        | 橋本祥平 大海将一郎 納谷健(東京ゲスト)           | 大海将一郎        | 大海将一郎        | 大海将一郎        | 大海将一郎                   |
| 沖田総司   | 廣瀬大介        | 廣瀬大介          | 廣瀬大介          | 廣瀬大介                     | 廣瀬大介          | 廣瀬大介          | 荒牧慶彦      | 荒牧慶彦          | 荒牧慶彦              | 荒牧慶彦            | 山﨑晶吾          | 山﨑晶吾          | 山﨑晶吾 →菊池修司   | 北村健人        | 菊池修司 北村健人                                | 北村健人          | 北村健人          | 北村健人          | 北村健人                     |
| 土方歳三   | 矢崎広          | 矢崎広            | 矢崎広            | 矢崎広                       | 矢崎広            | 井澤勇貴          | 佐々木喜英    | 松田岳            | 松田岳                | 松田岳              | 和田雅成          | 和田雅成          | 久保田秀敏           | 久保田秀敏      | 久保田秀敏 矢崎広(大阪ゲスト) 松田岳(東京ゲスト) | 久保田秀敏        | 久保田秀敏        | 久保田秀敏        | 久保田秀敏                   |
| 風間千景   | 鈴木勝吾        | 鈴木勝吾          | 鈴木勝吾          | 鈴木勝吾                     | 鈴木勝吾          | 鈴木勝吾          | -             | 鈴木勝吾          | 鈴木勝吾              | 佐々木喜英          | 中河内雅貴        | 中河内雅貴        | 佐々木喜英 →鈴木勝吾 | 鈴木勝吾        | 中河内雅貴 佐々木喜英(東京のみ)                  | 佐々木喜英        | 佐々木喜英        | 佐々木喜英        | 佐々木喜英                   |
| 藤堂平助   | 池田純矢        | 池田純矢          | 池田純矢          | 池田純矢                     | 池田純矢          | 池田純矢          | 小澤廉        | 小澤廉            | 木津つばさ            | 木津つばさ          | 樋口裕太          | 樋口裕太          | 樋口裕太             | 樋口裕太        | 樋口裕太                                         | 樋口裕太          | 樋口裕太          | 樋口裕太          | 樋口裕太                     |
| 原田左之助 | 小野健斗        | 小野健斗          | 小野健斗          | 小野健斗                     | 五十嵐麻朝        | 五十嵐麻朝        | 東啓介        | 東啓介            | 東啓介                | 東啓介              | 佐藤ルイ          | 水石亜飛夢        | 川上将大             | 川上将大        | 川上将大                                         | 川上将大          | 川上将大          | 川上将大          | 川上将大                     |
| 永倉新八   | 宮﨑秋人        | 宮﨑秋人          | 宮﨑秋人          | 宮﨑秋人                     | 宮﨑秋人          | 宮﨑秋人          | 猪野広樹      | 猪野広樹          | 福山翔大              | 福山翔大            | 岸本勇太          | 岸本勇太          | 岸本勇太 →小池亮介   | 小池亮介        | 小池亮介                                         | 小池亮介          | 小池亮介          | 小池亮介          | 小池亮介                     |
| 山南敬助   | -               | -                 | 味方良介          | 味方良介                     | 味方良介          | 味方良介          | 輝馬          | -                 | -                     | 輝馬                | 輝馬              | 輝馬              | 輝馬                 | 輝馬            | 輝馬                                             | 輝馬              | 丸山龍星          | 輝馬              | 輝馬 丸山龍星                |
| 山崎烝     | 天野博一        | -                 | 河原田巧也        | 河原田巧也                   | 高崎翔太          | 高崎翔太          | 高崎翔太      | 高崎翔太          | 高崎翔太              | 高崎翔太            | 椎名鯛造          | 椎名鯛造          | 椎名鯛造             | 椎名鯛造        | 椎名鯛造 高崎翔太(大阪ゲスト)                    | 田口司            | 田口司            | 田口司            | 田口司                       |
| 雪村千鶴   | 吉田仁美        | 山本紗也加        | 菊地美香          | 吉田仁美 山本紗也加 菊地美香 | 富田麻帆          | 田上真里奈        | -             | 藤社優美          | 藤社優美              | 礒部花凜            | 森莉那            | 本西彩希帆        | 松崎莉沙             | 牧浦乙葵        | 松崎莉沙 牧浦乙葵 本西彩希帆(東京のみ)           | 青木志穏          | 竹野留里          | 岡田真祐子        | 竹野留里 岡田真祐子 青木志穏 |
| 近藤勇     | -               | 井俣太良          | 井俣太良          | 井俣太良                     | 井俣太良          | 井俣太良          | 井俣太良      | 井俣太良          | 井俣太良              | 井俣太良            | 井俣太良          | 井俣太良          | 井俣太良             | 井俣太良        | 井俣太良                                         | 井俣太良          | 井俣太良          | 井俣太良          | 井俣太良                     |
| 天霧九寿   | 清水順二        | 小林且弥          | 小林且弥          | -                            | 郷本直也          | 郷本直也          | -             | 郷本直也          | -                     | 聡太郎              | 兼崎健太郎        | 兼崎健太郎        | 横山真史             | 横山真史        | 横山真史                                         | 横山真史          | 横山真史          | 横山真史          | 横山真史                     |
| 不知火匡   | 柏木佑介        | 柏木佑介          | 柏木佑介          | 柏木佑介                     | 柏木佑介          | 柏木佑介          | -             | 柏木佑介          | 柏木佑介              | 柏木佑介            | 校條拳太朗        | 末野卓磨          | 末野卓磨             | 末野卓磨        | 末野卓磨 柏木佑介(東京ゲスト)                    | 末野卓磨          | 末野卓磨          | 末野卓磨          | 末野卓磨                     |
| 雪村綱道   | 江戸川萬時      | 江戸川萬時        | 江戸川萬時        | 江戸川萬時                   | 江戸川萬時        | 江戸川萬時        | 江戸川萬時    | 江戸川萬時        | 江戸川萬時            | 川本裕之            | 川本裕之          | 川本裕之          | 川本裕之             | 川本裕之        | 川本裕之                                         | 川本裕之          | 川本裕之          | 川本裕之          | 川本裕之                     |
| 南雲薫     | -               | 鈴木拡樹          | -                 | 鈴木拡樹                     | -                 | -                 | -             | -                 | -                     | -                   | -                 | -                 | -                    | -               | -                                                | 星元裕月          | -                 | -                 | 星元裕月                     |
| 千姫       | -               | -                 | -                 | -                            | -                 | 柳田衣里佳        | -             | -                 | -                     | -                   | -                 | -                 | -                    | -               | -                                                | -                 | -                 | 斉藤瑞季          | 斉藤瑞季                     |
| 井上源三郎 | 森大            | -                 | 堀池直毅          | -                            | -                 | -                 | -             | -                 | -                     | -                   | -                 | -                 | -                    | -               | -                                                | -                 | -                 | -                 | -                            |
| 大鳥圭介   | -               | -                 | 前内孝文          | 前内孝文                     | -                 | -                 | -             | -                 | -                     | -                   | 橋本汰斗          | -                 | -                    | -               | -                                                | -                 | 飯山裕太          | -                 | 飯山裕太                     |
| 井吹龍之介 | -               | -                 | -                 | -                            | -                 | -                 | 白又敦        | -                 | 白又敦                | -                   | -                 | -                 | -                    | -               | -                                                | -                 | -                 | -                 | -                            |
| 芹沢鴨     | -               | -                 | -                 | -                            | -                 | -                 | 窪寺昭        | 窪寺昭            | 窪寺昭                | -                   | -                 | -                 | -                    | -               | -                                                | -                 | -                 | -                 | -                            |
| 新見錦     | -               | -                 | -                 | -                            | -                 | -                 | 篠﨑功希      | -                 | -                     | -                   | -                 | -                 | -                    | -               | -                                                | -                 | -                 | -                 | -                            |
| 相馬主計   | -               | -                 | -                 | -                            | -                 | -                 | -             | -                 | -                     | -                   | -                 | -                 | 梅津瑞樹             | -               | -                                                | -                 | -                 | -                 | -                            |
| 三木三郎   | -               | -                 | -                 | -                            | -                 | -                 | -             | -                 | -                     | -                   | -                 | -                 | 小波津亜廉 →砂川脩弥 | -               | 砂川脩弥                                         | -                 | -                 | -                 | -                            |
| 野村利三郎 | -               | -                 | -                 | -                            | -                 | -                 | -             | -                 | -                     | -                   | -                 | -                 | 園村将司             | -               | -                                                | -                 | -                 | -                 | -                            |

## 薄桜鬼SSL ～sweet school life～
『薄桜鬼SSL ～sweet school life～』（はくおうきエスエスエル スイートスクールライフ）は、『薄桜鬼 随想録』に収録されたコンテンツ。ゲーム本編で桜花片を集めると特典で見られる公式学パロであり、2014年にはPlayStation Vitaでゲーム化された。

### 実写ドラマ
同名のタイトルで、2015年9月24日から10月29日まで、TOKYO MX2・KBS京都にて全8話が放送された。監督・脚本は、宮下健作。

### 映画（SSL版）
『薄桜鬼SSL ～sweet school life～ THE MOVIE』のタイトルで、2016年2月6日に公開された。監督・脚本は、宮下健作。

### 舞台（SSL版）
『薄桜鬼SSL ～sweet school life～ THE STAGE』のタイトルで、2015年12月11日から20日までシアターサンモールにて上演された。
『薄桜鬼SSL ～sweet school life～ THE STAGE ROUTE 斎藤一』のタイトルで、2017年4月21日から30日まで同会場にて上演された。いずれも、脚本・演出は菅野臣太朗。

### キャスト（SSL版）
青背景が主演。
|              | ドラマ・映画 （2015年版） | 舞台（2015年） | 舞台（2017年）   |
| ------------ | ------------------------- | -------------- | ---------------- |
| 土方歳三     | 中村優一                  | 中村優一       | 山田ジェームス武 |
| 斎藤一       | 染谷俊之                  | 染谷俊之       | 宮城紘大         |
| 沖田総司     | 木村敦                    | 木村敦         | 中尾拳也         |
| 藤堂平助     | 石渡真修                  | 石渡真修       | 樋口裕太         |
| 原田左之助   | 稲垣成弥                  | 稲垣成弥       | 浜田陽平         |
| 風間千景     | 井深克彦                  | 井深克彦       | 北村健人         |
| 雪村千鶴     | 大野未来                  | 大野未来       | 高橋紗妃         |
| 永倉新八     | 章平                      | 章平           | 碕理人           |
| 南雲薫       | 小西成弥                  | 小西成弥       | 大見拓土         |
| 井吹龍之介   | 葵洋輔                    | 葵洋輔         | -                |
| 近藤勇       | 加藤和樹                  | -              | -                |
| 伊東甲子太郎 | 玉城裕規                  | -              | -                |
| 山南敬助     | 馬場良馬                  | -              | 鷲尾修斗         |
| 不知火匡     | 瀧沢犬太郎                | 瀧沢犬太郎     | 輝海             |
| 天霧九寿     | 中島頼之                  | 中島頼之       | 近藤洋扶         |
| 鈴鹿千       | 逢沢凛                    | -              | -                |
| 鈴鹿小鈴     | 田中愛梨                  | -              | -                |
| 山崎烝       | 奥野智也                  | 奥野智也       | -                |
| 雪村綱道     | -                         | うじすけ       | -                |
| 芹沢鴨       | -                         | 山本東         | -                |

アンサンブル（2017年）
澤田遊、後藤菊之介、織田俊輝、猿川稜悟、松原幹、小室健、藤本将道、宮碕卓真

## テレビドラマ
薄桜鬼SSL ～sweet school life～の実写ドラマ化については、該当節を参照。

## オーケストラコンサート
『管弦楽 薄桜鬼 ～響秋詩音～』のタイトルで、2019年9月21日に京都発コンテンツの祭典『KYOTO CMEX 2019』の一環として、ロームシアター京都メインホールを会場に開催された。土方歳三役の三木眞一郎と、雪村千鶴役の桑島法子が出演し、『薄桜鬼 真改 風華伝』をベースに管弦楽の音色のもと、土方と千鶴の声で紡がれた（キャストによるトークショーではない）。

## イベント開催
薄桜鬼 桜の宴
2010年4月25日開催。会場は九段会館。昼の部と夜の部が開催され、DVDが2010年8月20日に発売。
薄桜鬼感謝祭 ～新選組通信 出張版～
2010年12月19日開催。会場はパシフィコ横浜。「薄桜鬼感謝祭 ～新選組通信 出張版～ 決起会」「薄桜鬼感謝祭 ～新選組通信 出張版～」の前後半2部が開催され、DVDが2011年4月22日に発売。
OVA「薄桜鬼 雪華録」 全巻購入者イベント ～春の夢～
2012年2月26日開催。会場はパシフィコ横浜。昼の部と夜の部が開催された。
薄桜鬼 桜の宴 2012
2012年4月8日開催。会場は中野サンプラザ。昼の部と夜の部が開催され、DVDが2012年8月31日に発売。
薄桜鬼 桜の宴 2013
2013年4月21日開催。会場は舞浜アンフィシアター。昼の部と夜の部が開催され、DVDが2013年9月27日に発売。
テレビアニメ「薄桜鬼～御伽草子～」春の鬼祭り!
2016年4月3日開催。会場は東京サイエンスホール。1回目（12時00分）と2回目（15時00分）が開催された。
テレビアニメ「薄桜鬼～御伽草子～」女鬼祭り!
2016年6月25日開催。会場はビリビリAKIBA。全話いっき見上映で第12話はこのイベント先行の放映。他にキャストトークショーなど。
薄桜鬼 桜の宴 2018
2018年6月10日開催。会場は東京国際フォーラムホールA。昼の部と夜の部が開催された。
WEBラジオ特別興行 薄桜鬼伝奏
2022年5月7日開催。会場は日本教育会館一ツ橋ホール。花見会と月見会の2部制で開催された。
薄桜鬼 真改 桜の宴 2024
2024年3月3日開催。会場はベルサール高田馬場。昼夜2公演が開催。

## 提携・コラボレーション作品
トレーディングカードゲーム参加
- 『アリス×クロス』に参戦しスタートパック&ブースターパックが2010年4月24日に発売。ファンディスクである随想録もブースターパックが2010年12月24日に発売された。

オンラインサイト・ゲームとの提携
- ジー・モードの『名門貴族の家庭教師』に薄桜鬼の衣装アイテムが登場 。2010年9月27日より提供された。
- ウインライトとエイアンドジーが運営するオトメイトとの提携サイト『アニメTVモバイル』の利用者のアバターに衣装が提供されている。
- オトメイトの提供するサイト『オトメイトmobilr』内にて様々な独自コンテンツを提供している。
- ジークレストの『@games』内でイベントを開催、ガチャ@セルフィに薄桜鬼が2010年より登場した。。
- ジークレストの『幻想記セフィロト～時の世界樹～』に薄桜鬼のカードが2012年3月より参戦している。
- アンビションのソーシャルゲーム『擬人カレシ』内にてコスチュームのタイアップが2012年5月おこなわれた。コラボガチャが第1弾から第3弾まで登場。
- NECビッグローブのスマートフォン向けのカードコレクションゲーム『嫁コレ』の女子部に2012年より参加した。
- インフォ・クエストが薄桜鬼スタンプリーを提供。#「薄桜鬼 ～新選組奇譚～」以外のブラウザゲームを参照。
- ドリコムのソーシャルゲーム『陰陽師』においてコラボレーションイベントを開催しカードが2013年10月に登場した。
- LINEの『LINE PLAY』にて2014年11月より約1週間、公式アバターやルームに登場した。
- ポケラボの『戦乱のサムライキングダム』でコラボエリアやコラボガチャが2015年10月より行われた。
- マイネットエンターテイメントの『三国志乱舞』で真改とのコラボクエストなどのキャンペーンが2016年11月より行われた。
- スクウェア・エニックスの『乖離性ミリオンアーサー』で真改とのコラボクエストなどのキャンペーンが2017年3月より行われた。
- マーベラスの『戦刻ナイトブラッド』で真改とのコラボが2017年12月と2018年12月に行われた。
- エイタロウソフトとアイディアファクトリーの共同開発の『ダンストリップス』でで真改とのコラボが2018年4月より行われた。
- ジークレストの『茜さすセカイでキミと詠う』で真改とのコラボが2018年9月より行われた。
- スクウェア・エニックスの『ファンタジーアース ゼロ』で真改とのコラボが2019年4月より行われた。
- Future Interactive Limitedの『謀りの姫：Pocket』でアニメとのコラボが2020年9月より行われた。
- ジークレストの『夢王国と眠れる100人の王子様』で真改とのコラボが2021年5月より行われた。
- XiimoonとRejetの『剣が刻』で真改とのコラボが2021年12月より行われた。

ファッションアイテム
- アニメファッションの通販サイトsuper-groupiesとのコラボレーションで、登場人物をイメージしたブレスレットやパンプス、腕時計などが発売された。また、その後も度々コラボしている。
- かんざし屋Wargoからコラボレーションかんざしやアクセサリーが発売された。2018年現在、真改とコラボした第7弾の簪が販売されている。
- KINCSのファッションブランドgoukとのコラボレーショングッズが第6弾まで発売された。
- メガネ、サングラスなどの販売を行うOWNDAYSと薄桜鬼SSLのコラボ商品がキャラポップストアより発売された。
- イメージアクセサリーを販売しているAerl*les bijouxから真改とコラボしたバッグチャームが発売。またイヤーカフやネックレス、ブレスレットなども販売された。

飲食店とのタイアップ
- パセラリゾーツ秋葉原電気街店とオトメイトカフェにて2011年から何度か薄桜鬼カフェが催された。
- はなの舞にて「薄桜鬼×はなの舞コラボ」を2011年6月から実施している。
- カラオケの鉄人新宿歌舞伎町店限定で、コラボルームやコラボドリンクなどが2013年9月4日から11月4日まで提供された。
- 龍馬軍鶏農場にて裏語薄桜鬼と2014年7月1日から11月30日までコラボした。
- オトメイトの人気作品とのコラボレーションカフェ、otomate garden（オトメイトガーデン）で薄桜鬼とのコラボレーションが催された。
- カフェやグッズ販売を行うCospRex（コスプレックス）と2014年11月6日にコラボレーションした。
- ファイブアイが運営するクレープ店のキャラクレ！で、ミュージカルとのコラボレーション商品3種が2015年5月より販売された。
- コラボスイーツを多く手がけるPatisserie Swallowtail（パティスリー スワロウテイル）が、2010年12月よりコラボスイーツを発売している。
- アニマックスがプロデュースするコンセプトカフェのアニマックスCAFEで、御伽草子をイメージしたコラボメニューなどが提供された。
- スイーツパラダイスのいくつかの店舗限定で、御伽草子のコラボフードを2016年4月から5月まで提供。またオトメイト冬の市でもコラボが行われた。
- 薄桜鬼シリーズの10周年記念の一環で、オトメイトガーデンとのコラボカフェやグッズの販売を行った。
- Chugai Grace CafeにてOVAとのコラボカフェが、2022年3月4日から27日まで開催された。
- アニメイトカフェGratteにてミュージカルとのコラボレーションが、2022年4月22日から5月22日まで開催された。

テーマパークでのイベント
- 「薄桜鬼 in ナムコ・ナンジャタウン」が2010年10月と2012年4月に開催された。全10種類のオリジナルデザート＆フードのほか、オリジナルグッズが入手できた。
- オトメイト×サンリオピューロランドとして「薄桜鬼 in サンリオピューロランド」が2012年8月11日から8月26日まで開催され、コラボスイーツやコラボグッズが販売された。
- ゲームイベント「体感型遊戯 「薄桜鬼」～としまえん騒乱記～GWに出陣！！」が、2013年5月3日から6日まで、および11日の5日間開催された。

自治体とのコラボレーション
- 手塚治虫作品と乙女ゲームブランド・オトメイトのコラボ展示会「宝塚市立手塚治虫記念館 テヅカオトメ展」にて、四季咲組の作画によるブッダとのコラボレーションが2014年7月から10月まで展示された。
- 福島県会津若松市とのコラボレーションにより、薄桜鬼AR付周遊アプリが配信され、新選組の関係する会津の観光スポットで対象物に端末をかざすと、キャラクターが現れボイスを聞くことができた。また、薄桜鬼のアメニティ付き宿泊プランや、限定グッズも販売された。2016年10月から2018年にかけて実施。
- 東京都日野市が、土方歳三没後150年プロモーション事業の一環として「薄桜鬼 真改×日野市 ～新選組のふるさと 日野めぐり～」と題し、2019年10月4日から11月4日までスタンプラリーを実施した。
- 東京都日野市が、ふるさと納税の返礼品として非売品タペストリーを贈呈している。
- 千葉県流山市で「薄桜鬼×流山 歴史薫る流山本町江戸回廊めぐり」と題し、スタンプラリーや限定物販などが、2018年3月に10周年企画のひとつとして開催された。

薄桜鬼に主題を置いた展覧会
- 「薄桜鬼 刀剣録 ～幕末維新の刀剣展～」と題し、実在の新選組隊士や幕末の志士が使用していた刀や由来品と共にキャラクターパネルを展示。2016年7月から9月まで備前長船刀剣博物館、2017年7月から11月まで三河武士のやかた家康館、岩国美術館を会場に開催された。
- シリーズの10年間を振り返る展覧会「薄桜鬼シリーズ 十周年記念展 薄桜鬼 ～士魂語り～」が、2018年4月20日から22日まで池袋サンシャインシティを会場に開催された。

企業とのコラボレーション
- アイディアファクトリーと三井住友VISAカードとのタイアップで「薄桜鬼VISAカード」の受付が2012年8月27日に開始された。
- コラボレーションアイテムを販売するキャラモノon-lineとコラボしたデジタルカメラ『EXILIM』や、リバーシブルタンブラー、ICカードステッカーが発売された。
- 明治の『GOCHIグミ』とコラボし、特設サイトで劇場版第二章のオリジナルグッズなどが当たるキャンペーンを2014年3月に実施。製品パッケージの左上に告知もなされた。
- ミュゼプラチナムの特設サイトからweb予約をし脱毛コースを契約すると、限定コラボミラーがもらえるキャンペーンが2014年11月から2015年1月まで実施された。
- ソニーストアにて『薄桜鬼 真改 風ノ章』とのコラボモデルのPlayStation®VitaとPlayStation®Vita TVが、2015年9月25日より数量限定で販売された。
- 池袋サンシャインシティプリンスホテルで「御伽草子」のキャラクターがデザインされたコラボルームに泊まれるプランや、グッズ付きプランが2016年5月から7月まで提供された。
- ぺんてるとコラボレーションしたデザイン筆ペンが、2016年5月20日より数量限定で発売された。
- イベント「アニメイトガールズフェスティバル 2016」にあわせて配布された整理券を持って、2016年11月5日から30日の間に献血ルーム「池袋い～すと」「池袋ぶらっと」もしくは池袋駅東口に出張する献血バスにて「全血献血400ml」を協力すると非売品色紙がもらえた。
- サードウェーブデジノスとのコラボレーションしたタブレットが2016年6月に発売された。
- あらいぐまラスカルの40周年と、薄桜鬼シリーズの10周年を記念して、2017年10月にコラボレーショングッズが発売された。
- 薄桜鬼シリーズの10周年を記念して、嵐電×東映太秦映画村とのコラボ「京の都めぐり2018」が催され、スタンプラリーやラッピング電車の運行などが2018年1月から3月まで行われた。
- 「15周年記念 薄桜鬼 桜花詳伝 聖地巡察 ー函館を巡る旅ー」を開催。函館市内各所にて、イラスト展・スタンプラリー・トークイベントなどが2024年2月に行われた。